# Опера
О́пера (от итал. opera — дело, труд, работа; лат. opera — труды, изделия, произведения, мн. ч. от opus) — музыкально-театральный жанр, основанный на синтезе музыки, сценического действия и слова. В отличие от драматического театра, где музыка выполняет служебные функции, в опере она является основным носителем действия. Литературной основой оперы является либретто, оригинальное или основанное на литературном произведении.
Условный термин «опера» появился позже, чем обозначаемый им род произведений. Впервые использованный в этом значении в 1639 году, он вошёл во всеобщее употребление только на рубеже XVIII и XIX веков. Позднее термин стали применять также к традиционному китайскому музыкальному театру, который в данной статье не рассматривается ввиду его значительной специфики.
На протяжении всей своей истории опера развивалась под перекрестным влиянием драматического театра и инструментальной музыки, в ней  нашли своё отражение все основные художественные направления европейской культуры XVII—XX веков. В свою очередь, опера оказывала влияние на развитие различных театральных и музыкальных жанров: например, из инструментального вступления к опере — увертюры — родилась симфония.
Оперные певцы и исполняемые ими роли классифицируются по типам голосов с учётом их тесситуры, подвижности, силы и тембра. Мужские голоса по диапазону обычно подразделяются на бас, баритон, тенор и контратенор, а женские — на контральто, меццо-сопрано и сопрано. Среди специалистов популярна более дробная немецко-австрийская классификация оперных голосов. 
Исторически опера подразумевала полноценный театральный спектакль, где певцы являются одновременно и актёрами. В промежутках между актами или сценами иногда давались танцевальные (балетные) дивертисменты (которые в современных постановках нередко выпускаются). С целью экономии на декорациях, костюмах и гриме со второй половины XX века оперы (обычно не самые репертуарные) нередко исполняются и в формате концерта, когда певцы делят сцену с дирижёром и оркестром. 
Традиционно оперы демонстрировались в специальных оперных театрах, однако по примеру Байрейтского фестиваля (впервые проведённого Вагнером ещё в 1876 году) начиная с середины XX века получили большое распространение сезонные оперные фестивали. С этого времени оперы нередко исполняются (как в рамках фестивалей, так и за их пределами) под открытым небом, часто на фоне древних руин (например, в Веронской арене и термах Каракаллы). 
В широком смысле к опере относятся такие музыкально-театральные жанры, как оперетта, сарсуэла и зингшпиль. Впрочем, оперетта (ввиду обилия разговорных диалогов) может рассматриваться и как самостоятельная форма музыкального театра, переходная между оперой и мюзиклом.

## Структура оперы

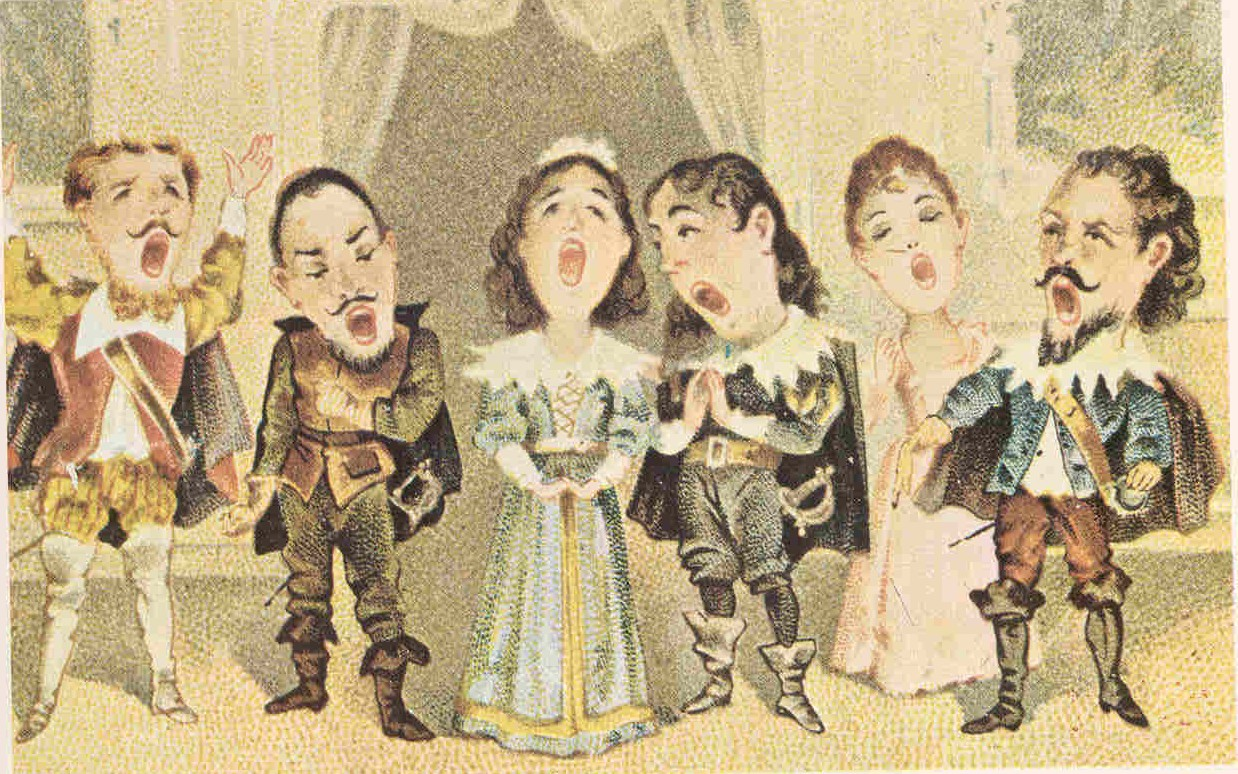
Карикатура XIX века на ансамбль из шести исполнителей в опере «Лючия ди Ламмермур»

Стандартная опера делится на акты (действия), которые нужны для членения сюжета и смены декораций. Большинство опер состоит из двух, трёх или четырёх актов и длится от двух до трёх часов (включая антракты). Акт часто подразделяется на сцены (картины), соответствующие тому или иному месту действия. Одноактные оперы обычно длятся не более часа и, чтобы заполнить вечер в оперном театре, часто исполняются парами: например, театры любят совмещать в рамках одного вечера сходные по эстетике оперы «Сельская честь» и «Паяцы». К числу важнейших структурных элементов оперы относятся:
- Увертюра — оркестровое вступление, которое задаёт настроение оперы, вводя ключевые темы или предвосхищая важнейшие музыкальные мотивы.
- Речитатив — пропеваемый диалог персонажей, продвигающий сюжет, часто с минимальным оркестровым сопровождением.
- Арии — сольные вокальные номера, где персонажи выражают эмоции или размышляют. Известнейшие арии рассматриваются в качестве жемчужин оперного спектакля.
- Ансамбли — дуэты, трио или номера для бо́льших групп, где несколько персонажей поют вместе (как правило, с тем, чтобы подчеркнуть их конфликт или гармонию).
- Хор — массовые вокальные сцены (в которых фигурируют община, толпа, войско и т. п.), добавляющие спектаклю зрелищности.
- Интерлюдии / интермеццо — оркестровые фрагменты между сценами или актами, часто используемые для смыслового перехода между ними или для создания определённого настроения.
- Финал — заключительная часть оперы, часто представляющая собой большой ансамбль. В финале происходит развязка драматической коллизии.

## История оперы

### Возникновение оперы

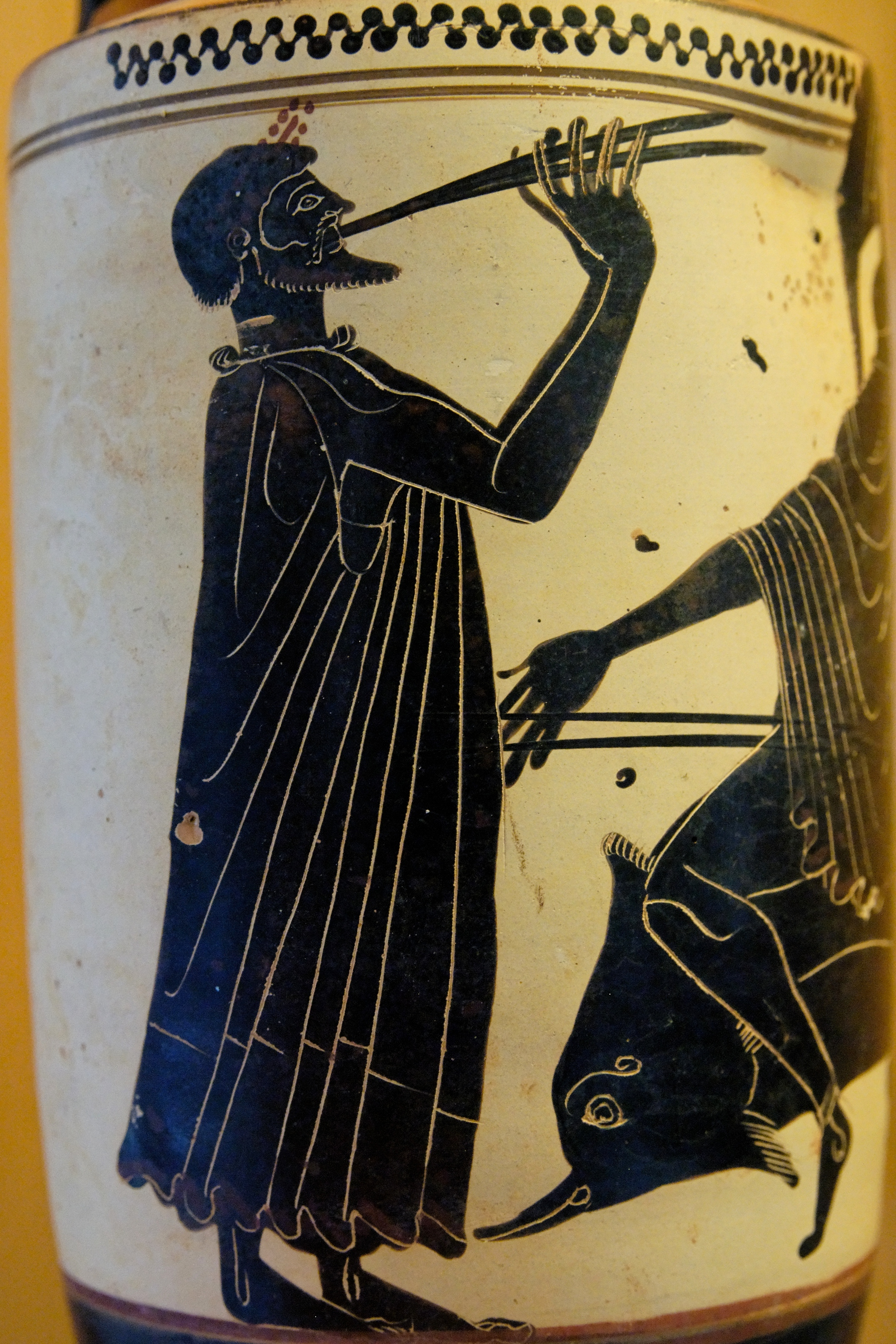
Изображение музыканта на древнегреческой керамике

Отдалённой предшественницей оперы считается древнегреческая трагедия, в которой диалоги чередовались с сольным и хоровым пением и с напевной рецитацией в сопровождении авлоса или кифары. Эсхил, Софокл и Еврипид были не только поэтами, но и музыкантами; но до учёных эпохи Возрождения их сочинения дошли почти исключительно в виде текстов: только от трагедий Еврипида «Орест» и «Ифигения в Авлиде» сохранились небольшие образцы музыкального сопровождения. 
Однако и тексты позволяют установить, что уже у Еврипида возросло — по сравнению с хоровыми — значение сольных партий; эта тенденция усилилась в древнеримских трагедиях, чаще всего представлявших собой свободные обработки сочинений греческих поэтов. В римских трагедиях, в отличие от греческих, помимо вокальных партий актёров, присутствовало и множество музыкальных вставок. Но и от этих сочинений сохранилось не многое, и, когда в конце XVI века сообщество философов-гуманистов, поэтов и музыкантов, вошедшее в историю как Флорентийская камерата, решило возродить античную трагедию, опираться энтузиастам пришлось главным образом на дошедшие до них описания античных авторов и собственное воображение.
Обратиться к античной трагедии членов содружества побудило неприятие полифонии, утвердившейся и в церковной, и в светской музыке ещё в Средние века и в XVI столетии принявшей, по мнению флорентийцев, «варварские» формы: в популярных в те времена мотетах и мадригалах число голосов могло доходить до 20, хотя и трёх голосов, когда каждый из них пел свой текст, было вполне достаточно, чтобы по меньшей мере затруднить восприятие текста. Полифонии, «варварской» именно по отношению к слову, тонувшему в сложном переплетении музыкальных линий, члены содружества противопоставили греческую монодию, которую представляли себе как одноголосное пение с гармоничным сопровождением, и не пение в настоящем смысле слова, а музыкальную декламацию, в которой мелодические обороты, темп и ритм должны быть всецело подчинены поэтическому тексту, усиливать его эмоциональное воздействие.

К музыкальной драме, «драме на музыке» (или «драме через музыку»; итал. dramma per musica) члены содружества шли через одноголосные мадригалы и их театрализованные постановки, интермедии и пасторали на античные сюжеты. Первой в истории оперой считается не сохранившаяся «Дафна» Якопо Пери на либретто Оттавио Ринуччини, впервые поставленная в начале 1598 года (или в 1597 году — по флорентийскому календарю). Пери и Ринуччини принадлежит и самая ранняя из дошедших до нас музыкальных драм — «Эвридика», исполненная впервые в октябре 1600 года в сопровождении инструментального ансамбля. 

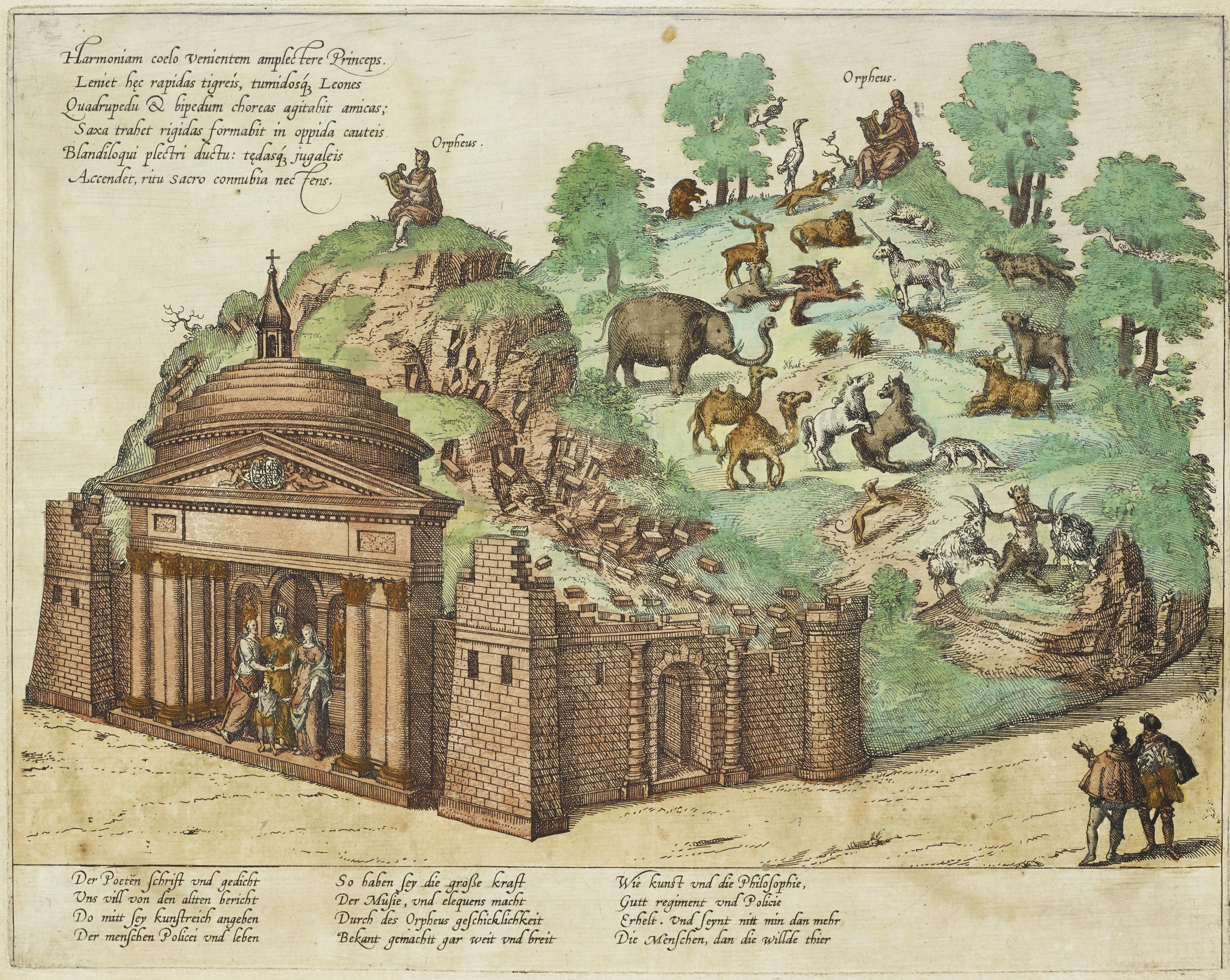
Постановка «Орфей и Амфион» по случаю свадьбы герцога Юлиха (1585)

Членами Флорентийской камераты (помимо Пери, Джулио Каччини, Марко да Гальяно) был создан ряд музыкальных драм, быстро завоевавших признание; у них появились последователи — открытия флорентийцев по-разному применили и Агостино Агаццари в своей пасторальной драме «Эвмелио», и Клаудио Монтеверди в своём «Орфее». Очень скоро обнаружились и недостатки нового стиля: отсутствие последовательной музыкальной организации, монотонность сольной декламации в сопровождении лютни или чембало, ограниченный диапазон эмоциональной выразительности; музыкальный потенциал первых dramma per musica фактически исчерпывался экспрессией интонирования. 
В угоду публике, которой в сочинениях Камераты недоставало музыки, в спектакли вводили мадригалы и ритурнели — эти инструментальные вставки в конце концов сложились в увертюру. Тем не менее выработанный флорентийцами речитативный стиль («омузыкаленное слово») в своём первоначальном виде просуществовал всего несколько десятилетий и был отвергнут уже следующим поколением. Но он способствовал утверждению гомофонного склада в профессиональном музыкальном творчестве (в народной и бытовой музыке он утвердился намного раньше), без чего ни рождение, ни развитие нового жанра были бы невозможны. «…Стремления вызвать к жизни дух античной драмы, — пишет В. Конен, — в эпоху, исчерпавшую интерес к идеалам аристократического гуманизма, неизбежно были обречены». Развитие оперы пошло по иному пути и опиралось на сложившиеся уже в новое время традиции музыкальных представлений.

### Опера в XVII веке
Нарождающийся жанр имел и более близких и непосредственных предшественников, чем античная трагедия: в культуре средневековой Европы опыты соединения музыки с драматическим представлением известны ещё с X—XI веков, в так называемой литургической драме — инсценировках эпизодов из Священного писания в праздничных церковных службах. Если литургическая драма изначально строилась в форме диалога (вопрос — ответ), то развившиеся из неё мистерии, образцы массового, площадного, самодеятельного искусства, представляли собой уже полноценные спектакли, в которых и музыке отводилось значительное место. 
В эпоху Возрождения попытки соединения музыки и драмы предпринимались в мадригальных комедиях и в некоторых жанрах придворного театра — в интермедиях и пасторалях. Появившейся лишь в середине XV века итальянской разновидности мистерии — «священным представлениям» (итал. rapresentazioni  sacre) поэты-гуманисты прививали античный дух, используя в них языческие сюжеты, в том числе миф об Орфее; оплодотворённая таким образом итальянская мистерия послужила моделью для первой пасторальной музыкальной драмы. Из мистерий родился прежде всего драматический театр, однако и он сыграл важную роль в становлении оперы.
На протяжении многих столетий, с момента создания в Риме в VI веке н. э. певческой школы (лат. schola cantorum), развитие профессиональной музыки в Западной Европе концентрировалось вокруг католической церкви. Мышление профессиональных музыкантов — регентов, певцов и композиторов — формировалось под прямым воздействием эстетики католицизма, в непосредственной связи с музыкой богослужения, где звучание хора рано утвердилось как идеальное выражение отрешённого, созерцательного настроения. «Строгая полифоническая упорядоченность хоровых жанров, — пишет В. Конен, — исключала хаотичность и импровизационность, которые несомненно привнесло бы с собой сольное пение». Главным центром музыкального профессионализма католическая церковь оставалась и в эпоху Возрождения; влияние церковной культуры сказывалось даже в таком сугубо светском жанре, как мадригал: основанные на текстах лирического, нередко интимного характера, посвящённых неразделённой или трагической любви, мадригалы в XVI веке представляли собой полифонические (обычно 4-5-голосные) сочинения для хора.

Сцена из представления комедии дель арте. XVI век

Обращение флорентийских музыкантов к античной монодии было не чем иным, как бунтом профессионалов против культовой эстетики. Но ещё раньше «взбунтовался» драматический театр, сформировавшийся к тому времени как синтетический вид искусства: в свой арсенал выразительных средств он включал и танец, и пение — сольное, обычное для бытовых музицирований.
В эпоху Возрождения драматический театр был наиболее демократическим, массовым видом искусства, он вырабатывал свой «язык» и свою технику, постоянно проверяя их действенность на массовом зрителе. В то время, когда рождалась опера, в Италии уже существовала комедия дель арте, для театра уже писали Лопе де Вега, Мигель Сервантес и Уильям Шекспир. Драматический театр предлагал композиторам совершенно иной, по сравнению с культовой музыкой, мир образов, предполагавший и принципиально иной строй музыкального мышления. Именно связь с драматическим театром очень скоро обеспечила новорожденному жанру ведущее положение в музыкальном мире. В профессиональном творчестве впервые появился исполнитель-актёр; певец, многие столетия бывший лишь «голосовой единицей» в сложной структуре хора, превратился в героя драмы, с его индивидуальными, пусть и типизированными переживаниями. Монолог чувств требовал пения, а не мелодической декламации, — тип музыкально-драматического спектакля, созданный флорентийцами, под воздействием драматического театра преобразился в иное эстетическое явление.

#### Музыкальный театр в Италии
Уже первая опера Клаудио Монтеверди, сочинённая в 1607 году — под влиянием флорентийцев, но и в порядке конкуренции между вотчинами Медичи и Гонзага, — оказалась музыкальной драмой в гораздо большей степени, чем все опыты Камераты. Если Ринуччини был поэтом, то Алессандро Стриджо, либреттист Монтеверди, — драматургом; их Орфей — образ, навеянный скорее драматическим театром начала XVII века, чем античным мифом; он был современным человеком, чувствовал и страдал, как первые слушатели оперы. Открытием Монтеверди стала новая, отличная от флорентийской форма арии (ария-сцена), ему не мешала и проклятая Камератой полифония — в его операх, и в «Орфее», и в написанной 35 годами позже «Коронации Поппеи» (которую музыковеды называют «шекспировским» произведением), музыка не усиливает воздействие слова, а организует движение драмы. В «Коронации Поппеи» и контрастная обрисовка характеров, и психологическая трактовка образов, ещё долго остававшаяся непревзойдённой, достигались исключительно музыкальными средствами. Ещё одно открытие Монтеверди — использование тремоло как носителя «взволнованного стиля» — сохранялось в той же семантике и экспрессии не только в опере, но и в симфонической музыке вплоть до зрелого романтизма. 
Долгое время новый жанр существовал под различными названиями: помимо dramma per musica, favola in musica (музыкальная сказка), melodramma (мелодическая, песенная драма), позже появилось opera in musica (музыкальное произведение), от которого и произошло сокращённое opera. Первым произведением, названным «оперой», стала «Свадьба Фетиды и Пелея» Франческо Кавалли, сочинённая в 1639 году. Но прошло ещё полтора столетия, прежде чем этот термин вошёл во всеобщее употребление.
Поддаваясь влиянию драматического театра, опера не следовала за ним, но искала свои пути и вырабатывала собственные законы, в конце концов далеко разошедшиеся с принципами драматического искусства. Уже в первой трети столетия сложилась римская оперная школа, начало ей положило «Представление о душе и теле» Эмилио де Кавальери, поставленное в феврале 1600 года в римской церкви Санта-Мария-ин-Валичелла, скорее религиозная оратория, чем опера. Пасторальная драма А. Агаццари «Эвмелио» уже представляла собой попытку соединения флорентийской монодии с обычным для римских музыкальных представлений морализаторским началом. 
В 20—30-е годы в римской опере определились два направления: пышный спектакль барочного стиля (первым его образцом считается «Цепь Адониса» Доменико Маццокки, сочинённая в 1626 году) и нравоучительно-комический, по стилю близкий к комедии дель арте. В Риме в 1637 году родилась первая комическая опера — «Страждущий да надеется» Вирджилио Маццокки и Марко Мараццоли, на сюжет из «Декамерона» Дж. Боккаччо. Один из крупнейших представителей школы, Стефано Ланди, в своих сочинениях так или иначе сочетал обе тенденции.
Присутствие в римских комических операх жанровых сцен вызвало к жизни новые элементы музыкальной стилистики: разговорные речитативы (итал. recitativo secco) при скромной поддержке клавесина, жанровые хоры и песенки; в драматическом направлении усиливалось ариозное начало. При этом папы относились к молодому жанру по-разному: Урбан VIII и Климент IX (сам писавший оперные либретто, до того как стал папой) его поддерживали, Иннокентий X и Иннокентий XII, напротив, преследовали; соответственно, и здания оперных театров то строили, то разрушали.
Центр оперного творчества постепенно переместился в Венецию; здесь в 1637 году был открыт и первый публичный оперный театр — «Сан-Кассиано», для которого писал свои последние оперы Монтеверди, в 1613—1643 годах служивший первым капельмейстером в соборе Св. Марка. В этом городе новый жанр пользовался таким успехом, что вслед за «Сан-Кассиано» в течение четырёх лет были открыты ещё три театра; общедоступные благодаря невысоким ценам на билеты, они приносили своим владельцам немалые прибыли. Именно создание музыкального театра превратило оперу, бывшую прежде лишь частью придворных церемоний или увеселительных мероприятий, в самостоятельную и законченную театральную форму.

Театр Сан-Самуэле в Венеции

Если в хоровой культуре эпохи Возрождения мелодика оставалась мало развитым и подчинённым элементом, то в опере она уже на самой ранней стадии заняла главенствующее положение: как средство индивидуализации персонажей, передачи их эмоциональных состояний, вплоть до тончайших нюансов, мелодика далеко превосходила любые иные элементы музыкальной выразительности. Хотя всё богатство её выразительных возможностей композиторы открывали для себя постепенно, — на этом направлении сосредоточили свои поиски крупнейшие (после Монтеверди) представители венецианской школы: Франческо Кавалли, Антонио Чести, Джованни Легренци, Алессандро Страделла; в их операх вырабатывался стиль бельканто. В папском Риме женщины на сцену не допускались, и женские партии в опере исполняли кастраты, но в других государствах Апеннинского полуострова запрет не действовал — с развитием бельканто возрастала роль вокального искусства, и уже в середине столетия в Венеции появились примадонны, которым суждено было сыграть свою роль в истории оперы.
Помимо развития мелодического начала, заслугой венецианцев является и создание законченных вокальных форм — арий, дуэтов, терцетов; в сочинениях композиторов венецианской школы наряду с ариями в сопровождении генерал-баса появились и арии с оркестровым аккомпанементом, и аккомпанированные речитативы — в моменты высшего драматического напряжения. Дж. Ф. Бузенелло на основе испанской историко-авантюрной драмы создал венецианский тип либретто — богатого драматическими, порою невероятными событиями; здесь сложился и тип увертюры, получившей название венецианской и состоявшей из двух частей — медленной, торжественной и быстрой, фугированной.
Поскольку оперы в Венеции, а отчасти и в Риме, писались не для придворных торжеств (как во Флоренции), а для широкой публики, менялось и их содержание: мифологические сюжеты уступали место историческим; для опер этого периода характерны, с одной стороны, острые драматические конфликты (в самых ярких венецианских образцах, как, например, в «Тотиле» Дж. Легренци на либретто М. Нориса, они превращались в серии катаклизмов), с другой — сочетания трагического и комического, возвышенного и низменного, давно освоенные драматическим театром. Ориентация на демократические слои диктовала новому жанру опору на выразительные средства, давно сложившиеся в народно-бытовых жанрах, тяготевших к мелодичности обобщённого типа, с её ритмически-структурной завершённостью. В то же время опера, в течение нескольких десятилетий распространившаяся по всей Италии, становилась и модным придворным развлечением. 
Без поддержки аристократии молодой жанр не мог бы успешно развиваться и не развивался там, где этой поддержки не получал: «Необходимо было, — пишет В. Конен, — вырастить целую „армию“ музыкантов нового типа — не только многочисленных квалифицированных вокалистов, оркестрантов и клавесинистов… но также теоретиков и педагогов, которые владели бы новым стилем…» Именно покровительство придворно-аристократических кругов в конце концов превратило оперный театр в такое же средоточие музыкального профессионализма, каким была когда-то церковь, но одновременно и сделала оперу заложницей аристократических вкусов.

#### Распространение оперы в других странах
В 1652 году иезуит Дж. Д. Оттонелли в своём трактате «Della cristiana moderatione del teatro» разделил музыкальные представления на три категории: те, что играются во дворцах великих герцогов и прочих высоких особ; те, что ставятся иногда некоторыми господами или талантливыми горожанами и учёными, и спектакли, созданные наёмными музыкантами, комедиантами по профессии, объединёнными в компании под руководством одного из их числа. Вслед за итальянскими драматическими труппами, разъезжавшими по Западной и Центральной Европе с представлениями комедии дель арте, по-видимому, уже в 40-х годах XVII века появились и гастролирующие оперные труппы, знакомившие со своим искусством не только всю Италию, но и другие страны. Многие немецкие князья ещё раньше узнавали о существовании оперы во время посещений венецианских карнавалов.
Первой немецкой оперой считается «Дафна» Генриха Шютца, написанная на немецкий перевод либретто Ринуччини и поставленная в Торгау в 1627 году, — в действительности это была разговорная драма с музыкальными вставками. Начавшаяся ещё в 1618 году Тридцатилетняя война не способствовала развитию искусств, и следующий опыт датируется 1644 годом: «Зеелевиг» З. Т. Штадена больше походил на оперу, но был выдержан в благочестивом стиле распространённой в те времена в Германии школьной драмы. Первый оперный театр на немецкой земле был создан в 1657 году — в Мюнхене, где оперу впервые услышали четырьмя годами раньше, и это была «Ликующая арфа» Дж. Б. Маччони. Открылся театр оперой «Оронта» И. К. Керля, учившегося, как и Шютц, в Италии; но в дальнейшем в Баварии, как и в других немецких землях, оперные труппы возглавляли итальянские композиторы.
В Австрию опера была импортирована из Италии: в 50-х годах в Инсбруке, при дворе эрцгерцога Фердинанда Карла, служил Антонио Чести, один из ярчайших представителей венецианской школы; его «Оронтея», написанная в 1649 году, стала едва ли не самой успешной оперой своего времени. Он же с 1666 года служил в качестве вице-капельмейстера в Вене; состоявшаяся в июле 1668-го премьера его оперы «Золотое яблоко» — образцового придворного представления протяжённостью в 8 часов, с 67 сменами декораций — в специально построенном для этого случая театре Ауф дер Кортина положила начало Венской придворной опере, которую, однако, ещё долго обживали исключительно итальянские труппы со своим, итальянским репертуаром.
В Англии итальянскую оперу услышали, по-видимому, в 50-х годах; в 1683 году была написана первая английская опера — «Венера и Адонис» Джона Блоу, построенная на речитативах в итальянском стиле, с заметным влиянием и французской школы, в то время уже известной на Британских островах (в сочинении присутствовали и балет, и французская увертюра). В том же стиле, с опорой одновременно и на венецианскую, и на французскую школу, и в то же время на традиции национального драматического театра, в 1688 году была написана камерная опера Генри Пёрселла «Дидона и Эней», которая вплоть до XX века оставалась вершиной оперного творчества в Англии. Не найдя той поддержки, какую в других странах оказывали опере монархи и самые состоятельные семейства, эти ранние опыты не получили развития, и даже имена создателей первых опер оказались надолго забыты.

#### Опера при дворе Людовика XIV

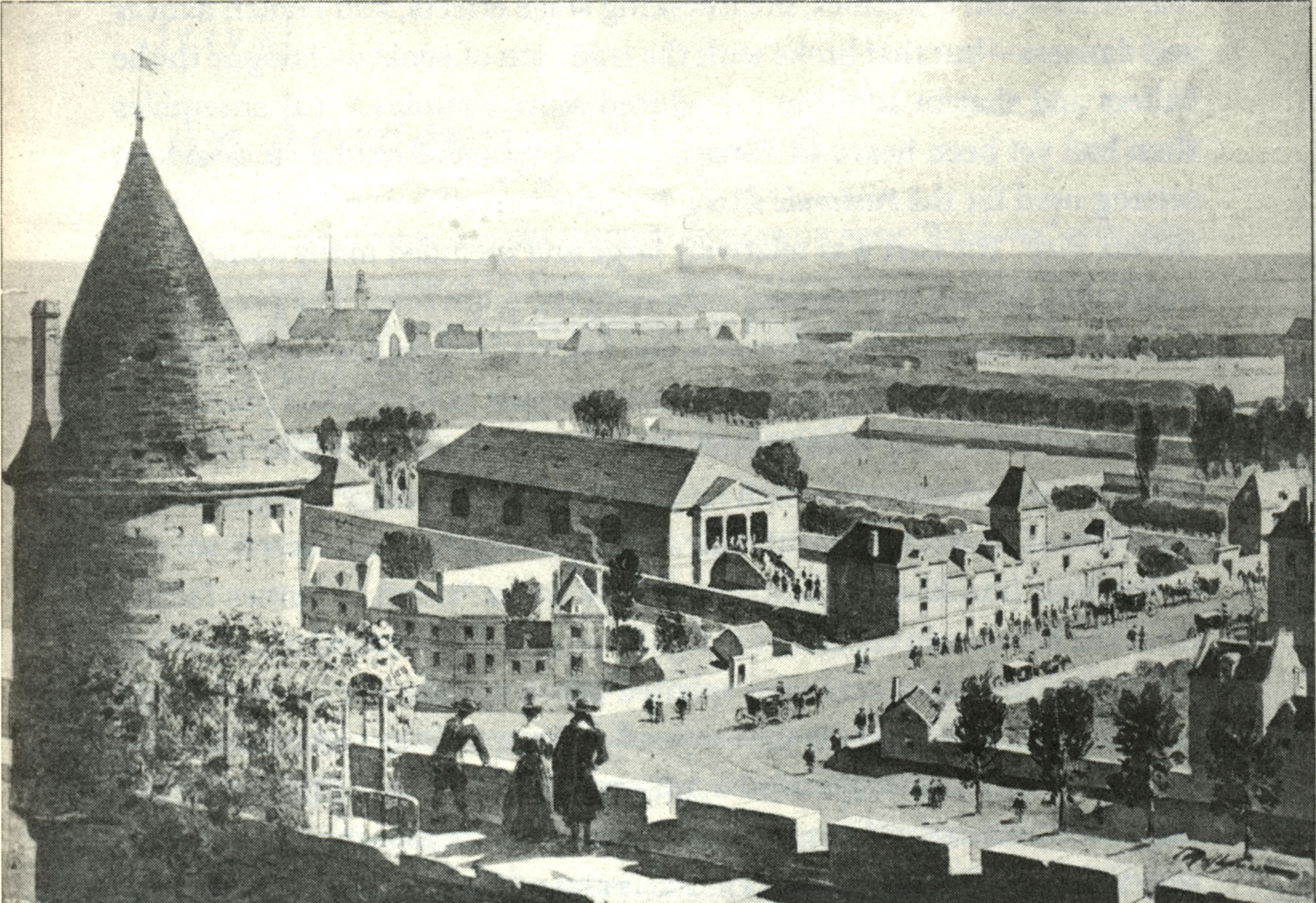
Королевская академия музыки в конце XVII века

Иная судьба ожидала молодой жанр во Франции. Здесь оперу впервые услышали в 1645 году, когда итальянская труппа представила в Париже «Мнимую сумасшедшую» (итал. La finta pazza) венецианца Франческо Сакрати. Годом позже парижане услышали и «Эгисфа» Ф. Кавалли. Хотя постановки обеих опер были ориентированы на французский вкус — присутствовали в них и сценические эффекты, и любимый при дворе Людовика XIV балет, — впечатление они произвели неоднозначное. Но кардиналу-итальянцу Джулио Мазарини новый жанр пришёлся по душе, и в 1647 году он пригласил в Париж представителя римской школы Луиджи Росси, специально для французского двора сочинившего свою, трагикомическую версию «Орфея».
Развить успех Росси помешала Фронда; по возвращении в столицу Мазарини пытался с помощью К. Капроли и Ф. Кавалли продолжить пропаганду итальянской оперы, — антиитальянские настроения обеспечили его попыткам провал. Но уже в 1659 году в Париже была поставлена первая французская опера — «Пастораль» (фр. Pastorale d'Issy) Робера Камбера, адаптация достижений итальянских школ к французским вкусам.
Итальянские влияния и отчаянная борьба с ними более чем на столетие определили путь французской оперы. В 1669 году поэт Пьер Перрен получил от Людовика XIV патент на создание в Париже оперного театра, целью которого была пропаганда — не только в Париже, но и в других городах — национальной оперы. Театр, первоначально получивший название «Академия оперы», а чуть позже переименованный в «Королевскую академию музыки», открылся 3 марта 1671 года оперой Камбера на либретто Перрена «Помона» (фр. Pomone), представлявшей собой сочетание волшебной оперы и пасторали.
И всё-таки создателем французской национальной оперы стал итальянец Джованни Баттиста Лулли, в историю вошедший как Жан-Батист Люлли. Он обнаружил, пишет Г. Аберт, тонкое понимание потребностей и вкусов французского двора: ещё при Людовике XIII кульминацией придворных празднеств стал балет, сопровождавшийся отчасти и пением Сочетая элементы венецианской оперы и французского придворного представления, Люлли разрабатывал три оперных жанра — лирическую трагедию (фр. tragédie lyrique), героическую пастораль и оперу-балет, различия между которыми зависели главным образом от трактовки сюжета и понимания роли танца в нём. Музыкальный склад и части композиции были всюду одни и те же и определились в основных своих чертах уже в первой лирической трагедии Люлли — «Кадм и Гермиона», поставленной в Париже в 1673 году. Фактически Люлли преобразовал в оперу французский балет, сохранив в неприкосновенности его ядро.

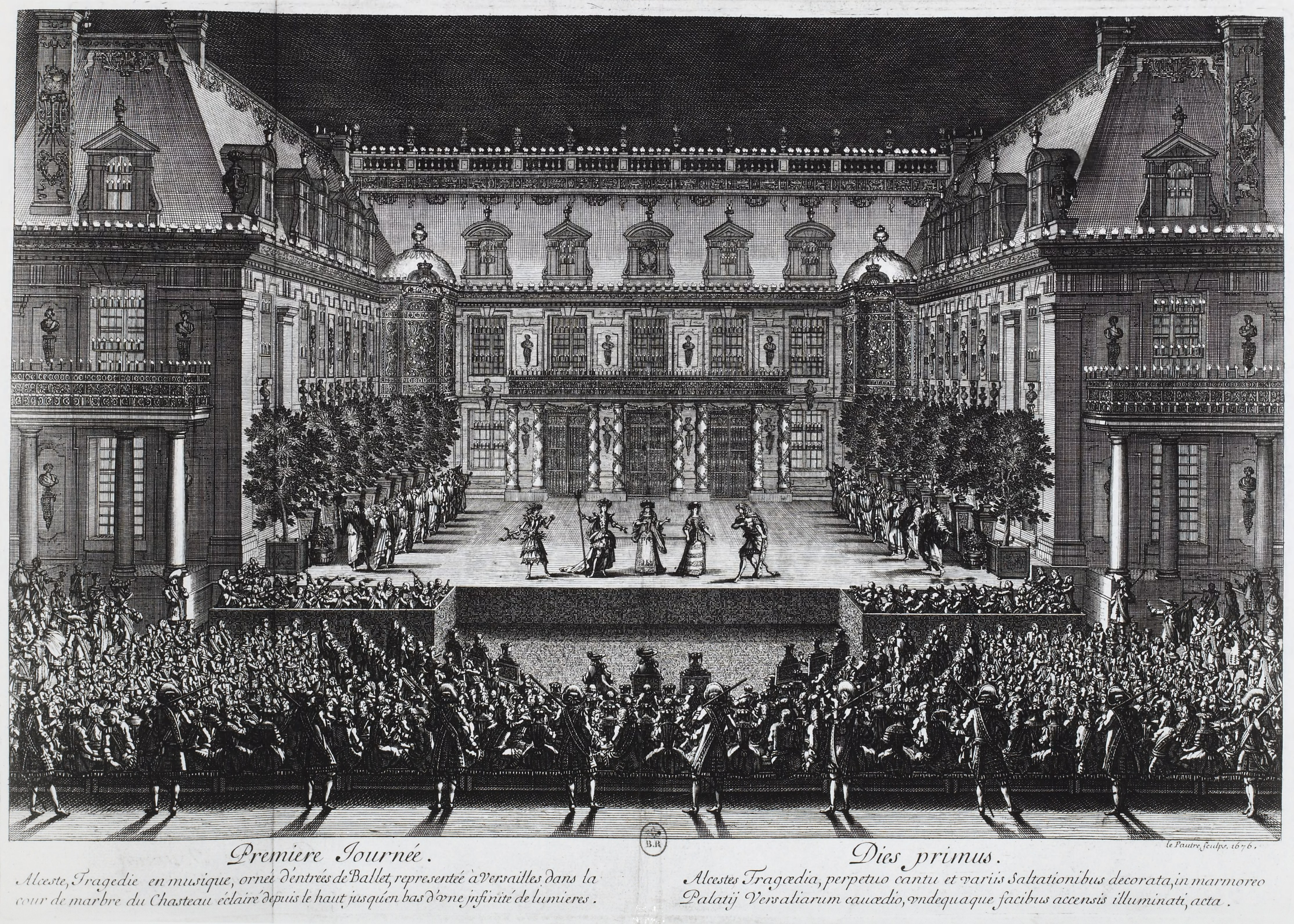
Представление «Альцесты» Люлли в Версале, 1674 год. Французская гравюра

Вместе со своим либреттистом Филиппом Кино Люлли особенно тщательно работал над композиционной стройностью оперы — структурной завершённостью и замкнутостью музыкальных номеров, сцен, актов, последовательностью чередования сольных вокальных номеров, хора и балета. В его операх значительное место отводилось танцам, инструментальным «картинам», шествиям и маршам — всё это придавало спектаклям зрелищность и сценическую динамику. Люлли усовершенствовал венецианскую двучастную увертюру, добавив к ней 3-ю часть, в медленном темпе, — этот тип увертюры, получившей название «французской», в первой половине XVIII века часто встречался в сочинениях немецких композиторов, и не столько в операх, сколько в кантатах, ораториях и инструментальных сюитах.
В то время как итальянская опера к концу XVII века уже далеко ушла от первоначального замысла — музыкальной драмы, Люлли в своих сочинениях стремился создать музыкальный аналог классицистской трагедии. Уже возглавив Королевскую академию музыки, он много работал с драматическими актёрами, исполнявшими трагедии П. Корнеля и Ж. Расина, — вслушиваясь в их декламацию, находил тип мелодии, лёгшей в основу его вокальных партий. Со времён Люлли исполненная патетики мелодекламация, отличная от итальянского речитатива («Мой речитатив надо декламировать», — говорил композитор), стала прочной традицией французской оперной школы: в том же стиле, хотя и с явными признаками влияния неаполитанцев, писали его младшие современники — Андре Кампра и Марк-Антуан Шарпантье, и сто лет спустя Антонио Сальери называл французских певцов «поющими актёрами». Арии же у Люлли, как правило, небольшие, скорее камерные и по вокальному письму не слишком развиты. Французская опера не была предназначена для исполнения кастратами; сопоставимый по высоте голос тенора назывался haute-contre.  И если в ранних лирических трагедиях Люлли, в том числе в «Альцесте», ещё встречались и комические сцены, и буффоные арии в итальянском стиле, то в поздних он добивался чистоты трагического стиля: утверждавшийся во французском драматическом театре классицизм вытеснял рудименты барокко и из опер Люлли.

### Опера в XVIII веке
Уже со второй половины XVII столетия все композиторские школы в Европе, так или иначе, испытывали на себе влияние стремительно развивавшейся оперы: ни один вид музыкального творчества не мог соперничать с ней ни в популярности, ни в профессионализме, ни в широте исканий. Из неаполитанской увертюры, введённой Алессандро Скарлатти ещё в 1681 году и состоявшей из трёх частей — 1-я и 3-я писались в быстром темпе (аллегро), 2-я в медленном (адажио или анданте), — в конце концов родилась симфония. Под воздействием оперы формировались мелодика, гармония, структура и образный строй не только симфонии, но и других инструментальных жанров.
В музыкальном театре, где оркестр обеспечивал целостность и динамичность — в сочетании сквозного развития и расчленённости, перенесённом в него из драматического театра, — вырабатывались новые способы организации музыкального материала. На протяжении XVII столетия и в начале XVIII в музыкальном театре формировались устойчивые мелодические обороты, постепенно определившие круг выразительных средств для скорбного, героического, героико-трагического, «чувствительного» и жанрово-комического образов в музыке. К началу XVIII века средства выразительности, найденные в опере, уже играли, пишет В. Конен, роль типических черт музыкального языка эпохи. Как психологические обобщения они обрели самостоятельную жизнь за пределами музыкального театра и легли в основу «отвлечённого» сонатного, а затем и симфонического тематизма: опера открывала инструментальной, бестекстовой музыке выразительные возможности мелодии. И едва ли можно считать случайным совпадением то, что в странах, где новый жанр по тем или иным причинам не получил развития — в Нидерландах, Англии и Испании, — музыкальные школы утратили своё былое величие. Характерное для эпохи Возрождения разнообразие национальных школ в XVIII веке сменилось господством трёх национальных центров: к Италии и Франции присоединились австро-немецкие княжества.

#### Неаполитанская школа
В Италии во второй половине XVII века доминировала венецианская школа, ориентированная на зрелищность, даже музыка здесь превратилась в элемент декора: успех спектакля зависел не столько от композиторов или певцов, сколько от художников-декораторов и специалистов по сценической машинерии; либреттист, сочиняя текст, должен был учитывать технические возможности конкретного театра. Тем не менее даже в публичных театрах Рима ставились оперы, сочинённые в Венеции или в венецианской традиции, хотя именно в этом городе в конце столетия сложилась оппозиция господствующему вкусу.

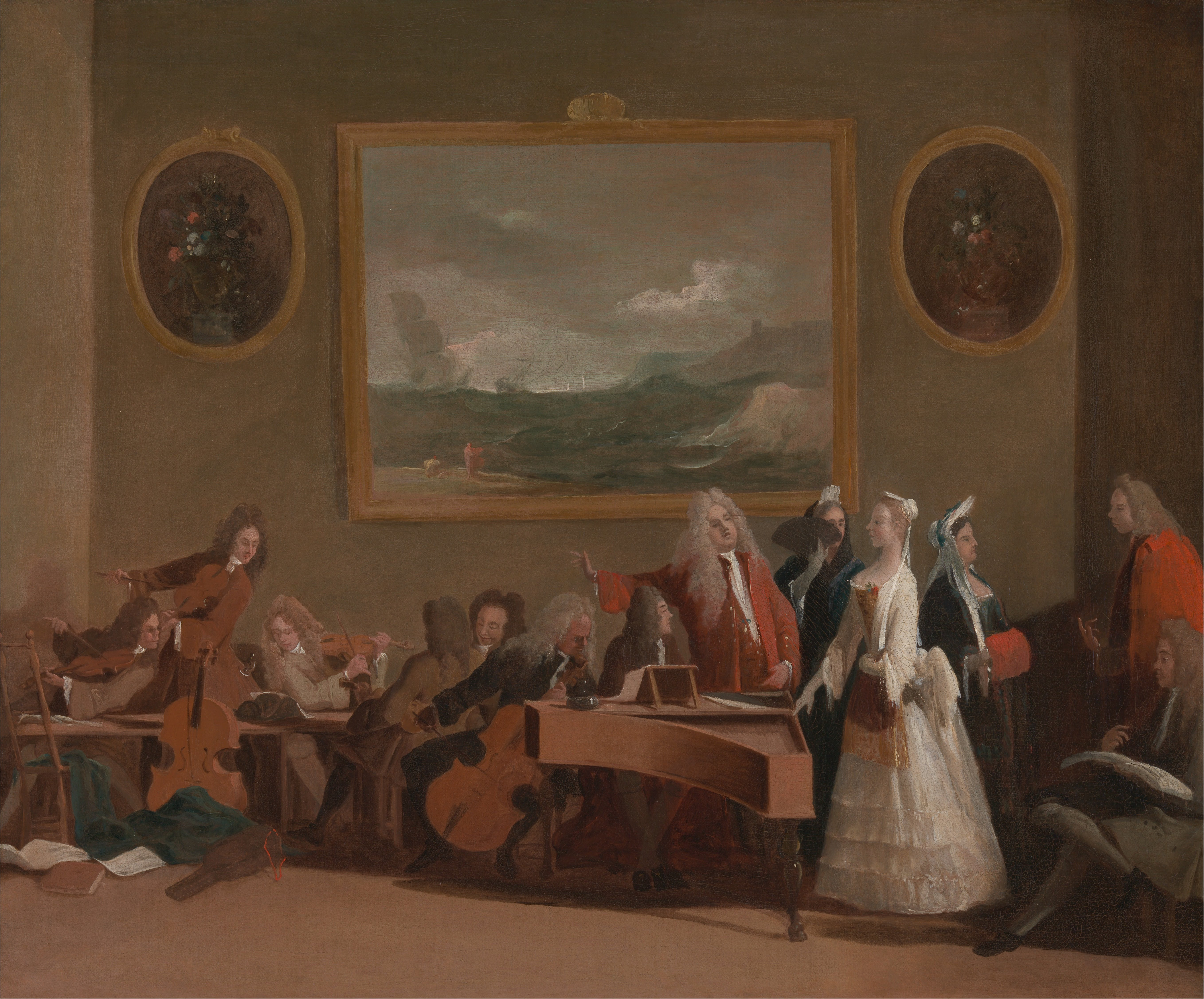
«Репетиция оперы». Марко Риччи, 1706 год

Оппозиция, оформившаяся в 1690 году в Аркадскую академию, в известном смысле пыталась возродить традиции dramma per musica. Историко-мифологическая трагикомедия венецианского образца, поражавшая роскошью сценического оформления и нагромождением постановочных чудес, ориентированная больше на зрителя, чем на слушателя, для римской аристократии была олицетворением барочного «испорченного вкуса». Избыточности сюжетных линий и обилию разнообразных хара́ктерных мелодий новая римская школа, в лице Бернардо Пасквини, Алессандро Страделлы (свою карьеру он начинал в Венеции, но последние оперы написал в римской традиции) и молодого Алессандро Скарлатти, противопоставляла утончённую простоту, камерность и пасторально-идиллические сюжеты, характерные и для большинства ранних флорентийских опытов. 
В то время как венецианская опера представляла на сцене события глобально-исторические, в которых человек был лишь одной из функций событий — вершителем судьбы или, наоборот, игрушкой в её руках, мог поражать воображение, но не вызывал сочувствия, — римляне обратились к его приватной сущности. Отдавая предпочтение любовным переживаниям дам и кавалеров в костюмах пастушек и пастухов, они возвращались к тому, с чего опера начиналась, усваивая при этом и уроки венецианской школы — её достижения в развитии мелодики, в разработке арий и дуэтов. Если римские теоретики отказывались от зрелищности (как некогда флорентийцы — от полифонии) во имя поэзии, то на практике, в операх Пасквини и Скарлатти, именно музыка выходила на первый план.
В конце XVII века своя оперная школа сформировалась в Неаполе, где новый жанр впервые услышали сравнительно поздно — лишь в середине столетия. Основателем школы некоторые исследователи считают Франческо Провенцале, чьи сочинения ставились в городских театрах ещё в 70-х годах; но превращение Неаполя в оперный центр европейского уровня началось в 1685 году — с назначением на пост придворного капельмейстера Алессандро Скарлатти. Ни сам Скарлатти, ни его либреттист Сильвио Стампилья, один из учредителей Аркадской академии, переселившийся в Неаполь из Рима, не могли игнорировать тот успех, каким пользовалась у широкой публики венецианская трагикомедия (в отличие от римской пасторали), но старались обуздать барочную оперную стихию, привести её, насколько возможно, в соответствие с римским вкусом. 
Опираясь одновременно и на традиции неаполитанской бытовой музыки, Скарлатти и его последователи — Франческо Дуранте, Никола Порпора, Леонардо Винчи, Леонардо Лео и другие — на рубеже веков создали оперный жанр, в течение нескольких десятилетий утвердившийся в крупнейших странах Европы.

#### Опера-сериа
Опера-сериа, «серьёзная опера», унаследовала от венецианской школы историко-мифологические сюжеты и запутанную интригу, но дополнилась чётким разделением функций слова и музыки; поэт Апостоло Дзено выработал устойчивый тип её композиции: драматическое действие концентрировалось в достаточно сухих речитативах, лирической кульминацией сцены стала ария — монолог, и музыкальная драматургия развивалась от арии к арии. Сама опера обретала «номерное» строение, превращалась в своего рода «концерт в костюмах»; в ней воцарилась драматургия статики, опиравшаяся на теорию аффектов: для каждого эмоционального состояния — печали, радости, гнева и т. д. — предполагалось использование вполне определённых средств музыкальной выразительности, способных, как считали теоретики, вызвать соответствующие эмоции у слушателей.
Со второй половины 20-х годов ключевой фигурой в жанре оперы-сериа был Пьетро Метастазио, развивший заложенную Дзено тенденцию к типизации. Следуя нормативной эстетике классицизма, он выработал «универсальный» тип фабулы: и ситуации, и персонажи, и их взаимоотношения были вполне стереотипными, всем персонажам предписывался единообразный набор стандартных арий — почти исключительно арий da capo. Если в XVII веке либретто писали для конкретной оперы, то сочинения Метастазио публиковались как драматические произведения, и лучшие из них использовали в качестве либретто десятки композиторов. В эпоху классицизма стереотипность (и это распространялось не только на оперу, но и на различные инструментальные жанры) превратилась в ценностный критерий, каждое произведение обретало ценность прежде всего в ряду подобных ему сочинений, что порождало, с одной стороны, несчётное количество опер, с другой — их очень короткую жизнь на сцене: лишь в редких случаях эти оперы выдерживали больше 5 представлений.

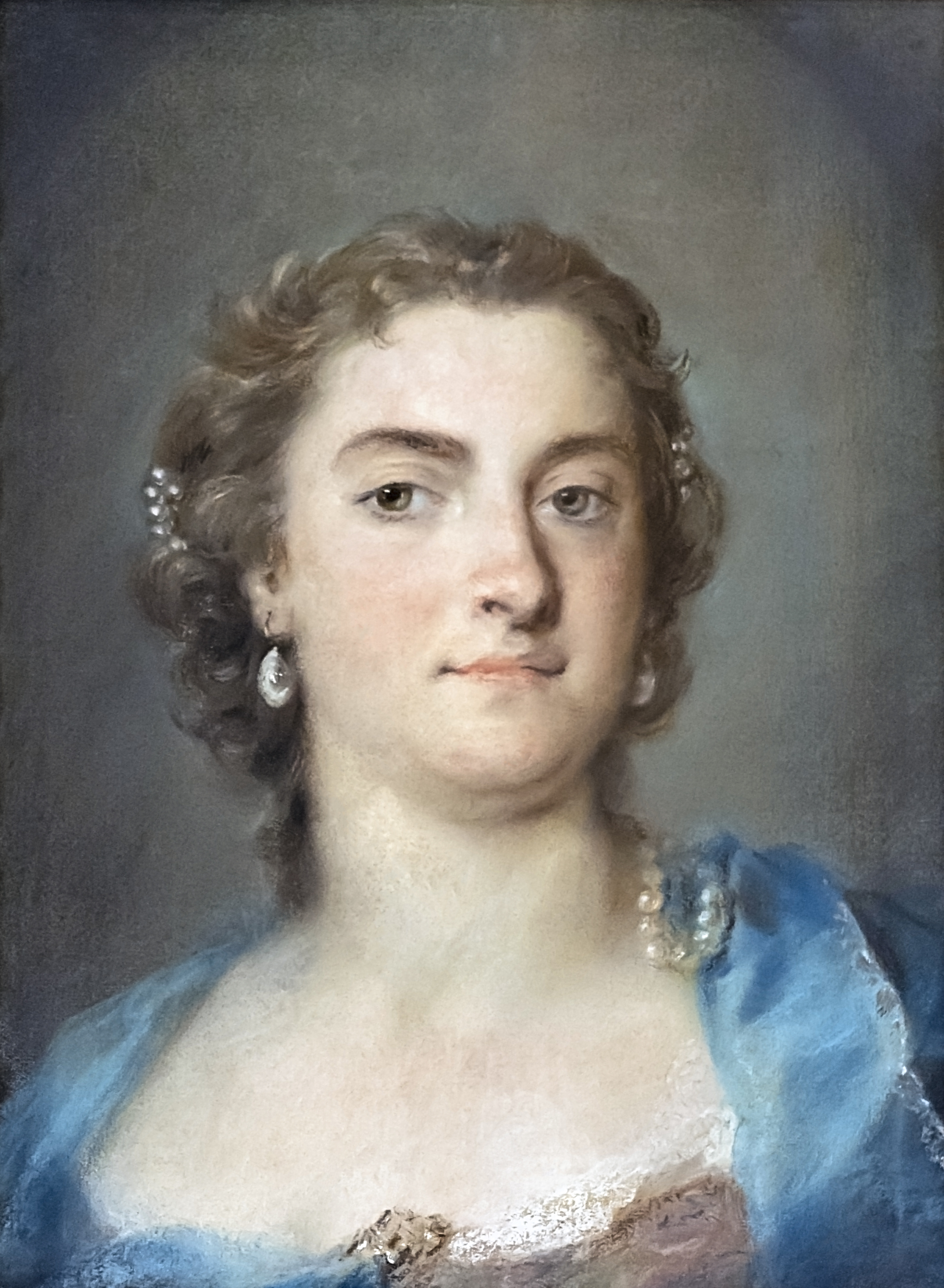
Фаустина Бордони — одна из первых примадонн. Портрет работы Р. Каррьера, 30-е годы XVIII века

Трёхчастная ария da capo, в которой третья часть дословно повторяла первую, но после «конфликтной» второй части воспринималась как разрешение драматической ситуации, сложилась ещё в венецианской опере. Но уже у Скарлатти характер её изменился: ария da capo превратилась в замкнутую форму со свободной репризой, предоставлявшей певцам широкие возможности для импровизации и, соответственно, для демонстрации вокального мастерства. Индивидуализации образа опера-сериа не предполагала, для музыки этой эпохи важнее была индивидуализация жанра, и тексты арий, у лучших поэтов, как Метастазио, изысканные, не отличались разнообразием. Но итальянские композиторы в первой половине XVIII уже достигли таких высот в передаче эмоциональных состояний с помощью музыки, что слышать текст было не обязательно: голос и инструментальное сопровождение говорили слушателям больше, чем стандартный набор слов.
Развитие стиля бельканто, усложнение вокальных партий вывело на первый план вокалистов, и уже в начале XVIII века в Неаполе расцвёл культ примадонн. В обществе очень скоро сложились о них стереотипные представления: глупы, капризны, на потеху публике устраивают дикие скандалы, загребают миллионы, «выглядят как собственная мать, а при этом играют влюблённую девушку» — всё это, реальное и вымышленное, примадонны должны были искупать своим пением, и, если искупали, в оперу шли ради них. Но для демонстрации незаурядных вокальных данных и мастерства нужны были соответствующие арии — и в конце концов творческий процесс из кабинета композитора перемещался на оперную сцену, где примадонны и певцы-кастраты нередко диктовали композиторам свои условия .
Признание оперы-сериа в аристократических кругах тоже не пошло ей на пользу — наложило на неё, по словам В. Конен, печать изящно-дивертисментного, декоративного стиля. Именно влияние придворной эстетики проявлялось в итальянской опере — в статичной драматургии, в трафаретах музыкального языка, в превосходившем разумные пределы пристрастии к колоратурному орнаментальному пению, а во французской — в сочетании помпезности и откровенной развлекательности, в том числе в легковесной и условной трактовке героических сюжетов, с обязательным «счастливым концом», при том что тяготение музыкального театра к серьёзному драматическому стилю наметилось ещё в операх Монтеверди.
В середине столетия стереотипность, утвердившаяся в «серьёзной опере», в конце концов вступила в противоречие с общекультурными тенденциями: в литературе торжествовал сентиментализм, воспевавший «естественное» чувство, «естественного» человека, и сам классицизм вступил в новый этап своего развития — просветительский. В самой неаполитанской школе, породившей оперу-сериа, предпринимались попытки вырваться из её замкнутого круга: Н. Йоммелли, Т. Траэтта, Ф. Майо, Г. К. Вагензейль, заимствуя французский опыт, стремились возродить в опере драматическое начало; так, у Траэтты и Йоммелли появились крупные сквозные сцены с хором и балетом — предвосхищение глюковской реформы. Но опера-сериа, при всех недостатках, отличалась исключительной завершённостью стиля, безупречной логикой драматургического развития, отточенностью форм, что осложняло любые попытки реформировать её «изнутри».

#### Опера-буффа
Своего рода отдушиной для итальянских композиторов стала опера-буффа, также родившаяся в Неаполе. Если традиционная венецианская опера была трагикомедией, то неаполитанская опера-сериа уже в начале XVIII века старалась, насколько ей позволяла публика, соблюдать чистоту жанра; комедия отделилась в самостоятельный жанр — commedia in musica.

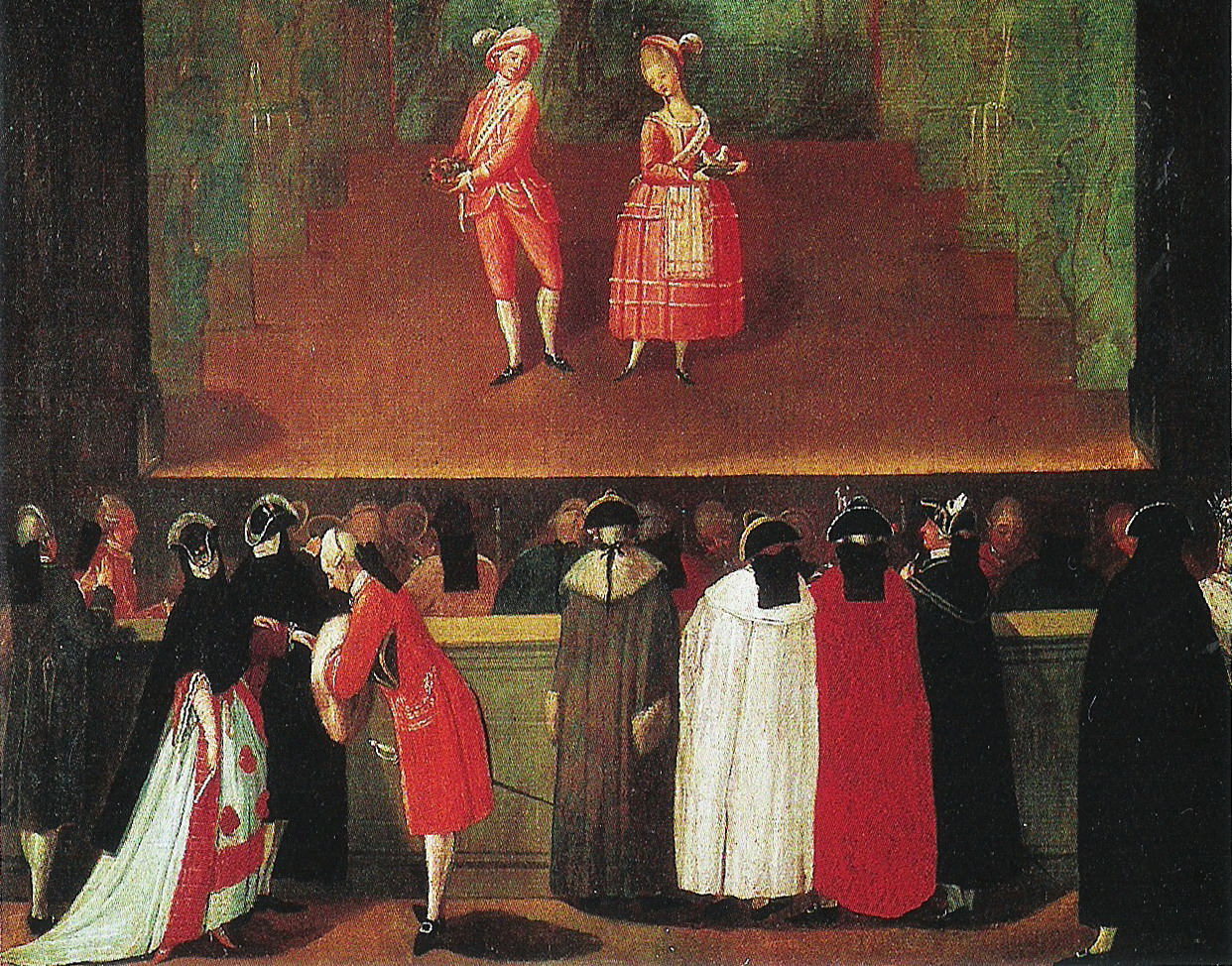
Комическое интермеццо в Венеции. XVIII век

К чистоте жанра стремилась и сложившаяся в Венеции в 90-х годах XVII века героическая опера, и, поскольку привычка публики к постоянному, в драматическом театре утвердившемуся ещё до рождения оперы соседству трагического и комического, серьёзного и развлекательного оказалась сильнее намерений теоретиков, здесь в первое десятилетие XVIII века появился свой комический жанр — интермеццо. В итальянском языке это слово используется во множественном числе (intermezzi), поскольку речь идёт о сочинениях, состоявших из двух или трёх частей, сюжетно часто не связанных между собой; разыгрывались они между актами большой оперы. 
Поначалу комические «междудействия» рассматривались как не слишком значимое дополнение к основному спектаклю и часто оставались анонимными; но популярность их росла, и в конце концов этому жанру отдали дань даже лидеры венецианской оперы — Франческо Гаспарини, Антонио Лотти и Томазо Альбинони. Культивировался этот жанр преимущественно в театре «Сан Кассиано» и после его закрытия в 1714 году стал достоянием главным образом странствующих оперных трупп.
В Неаполе музыкальная комедия оставалась в тени оперы-сериа; но эти комические оперы обычно предназначались для малых театров и не пересекались на одной сцене с оперой-сериа. В 1724 году молодой Метастазио удовлетворил потребность зрителей серьёзной оперы в развлечении, включив в либретто «Покинутой Дидоны» автономный, но представлявший собой законченное произведение комический сюжет «Импресарио с Канарских островов», который должен был разыгрываться в антрактах. С тех пор в театре «Сан-Бартолмео», где с успехом прошла премьера «Покинутой Дидоны» Доменико Сарро, такие интермеццо стали нормой; трагическое и комическое окончательно разделились, но — в рамках одного спектакля.
Самой знаменитой оперой-буффа той эпохи считается «Служанка-госпожа» Дж. Б. Перголези, написанная в качестве интермеццо к его же опере «Гордый пленник», впервые представленной в «Сан-Бартолмео» в августе 1733 года. «Служанка-госпожа» скорее подытожила достаточно длительный период развития интермеццо, но в данном случае опера быстро забылась, а интермеццо, вызвавшее на премьере особенный энтузиазм, обрело самостоятельную жизнь, как позже и некоторые другие интермедии Перголези.
Как правило, короткая на ранней стадии своего развития, опера-буффа со временем выросла в большой жанр со своими характерными особенностями. Эстетика классицизма, проводя строгое разграничение жанров, определила и круг тем для каждого из них: как в драматическом театре трагедия выбирала для себя сюжеты исторические или героико-мифологические, а комедия — гораздо более близкие к современности, бытовые, так и в театре музыкальном современность, но с обязательными элементами буффонады и пародии стала исключительным достоянием оперы-буффа. 
Комедия по самой природе своей предполагала подвижность действия и узнаваемость — именно в опере-буффа, демократической и порой антиаристократической по своему складу, утверждались реалистические тенденции, включая и стиль оформления спектакля. Все эти особенности отразились и на музыкальном языке оперы-буффа: в этом жанре, как и в опере-сериа, выработался свой, особый интонационный комплекс, в пределах жанра такой же типизированный, что позволяло композиторам (как и в опере-сериа) безболезненно переносить отдельные фрагменты из одного сочинения в другое.
Неаполитанская опера-буффа стала таким же интернациональным явлением, как и опера-сериа: в течение нескольких десятилетий она распространилась по всей Европе, вплоть до России; в этом жанре с успехом работали и многие австрийские композиторы, включая К. В. Глюка.

#### Германия и Австрия

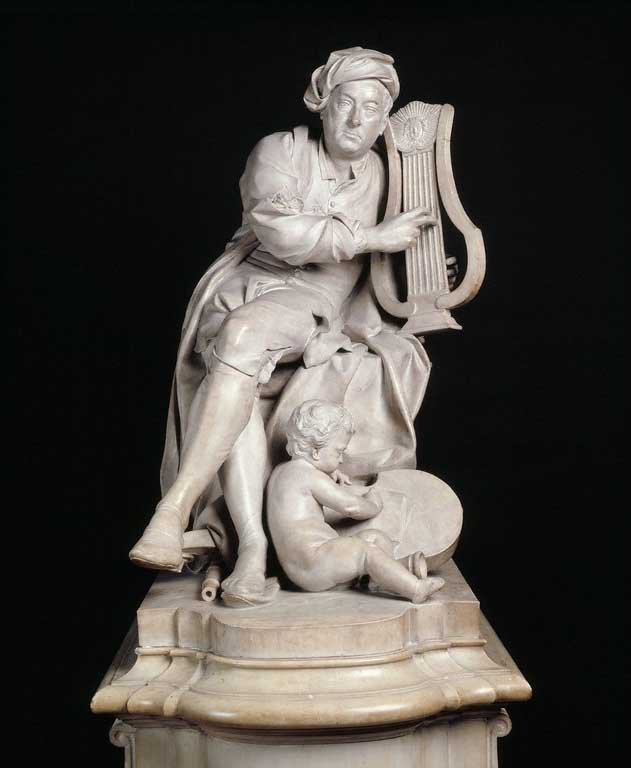
Мраморная статуя Генделя, установленная в 1738 году в лондонском парке Воксал

В начале XVIII века итальянские мастера оперного искусства — и композиторы, и вокалисты — всю Европу убедили в том, что хорошо петь можно только по-итальянски, одна лишь Франция ещё сопротивлялась. Казус Г. Ф. Генделя, немецкого композитора, писавшего для Лондона оперы на итальянском языке и в итальянском стиле, отражал общее положение дел. Не только Гендель, но и И. А. Хассе вошёл в историю как представитель неаполитанской школы. Вена уже в годы правления Карла VI славилась лучшей на континенте итальянской оперой; ещё с конца XVII века при дворе Габсбургов служили итальянские либреттисты (Николо Минато, Пьетро Париати и, наконец, Метастазио), в течение двадцати лет капельмейстером при венском дворе состоял Антонио Кальдара. Австрийские композиторы — И.А. Керль, И.Й. Фукс, а позднее Г.К. Вагензейль, К.В. Глюк, Ф.Л. Гассман, Й. Гайдн и молодой В.А. Моцарт, не говоря об итальянце А. Сальери, — писали оперы на итальянские либретто, в угоду вкусам публики следуя, с теми или иными отступлениями, неаполитанским образцам. Причём Глюк и Гассман писали оперы не только для Вены, но и для самой Италии.
Между тем кризис оперы-сериа в середине столетия для многих был уже очевиден — пародирование «серьёзной оперы», включая и демонстрацию закулисных интриг, вошло в число обиходных сюжетов оперы-буффа, и одной из лучших пародий считается «Опера-сериа» Гассмана на либретто Кальцабиджи. Гендель уже в начале 40-х годов на фоне падающего интереса лондонской публики покинул оперу; свои устремления к подлинно героическому стилю он смог реализовать только в жанре оратории. Попытки Глюка и его либреттиста Кальцабиджи реформировать оперу-сериа — «Орфей и Эвридика» (1762), и «Альцеста» (1767) — в Вене не встретили понимания.
На севере Германии предпринимались попытки создания (или возрождения после недолгого периода её существования) национальной
оперы. В Англии первые опыты по созданию оперы на основе итальянских и французских образцов развития не получили, но в конце 20-х годов XVIII века родилась так называемая балладная опера — сатирическая комедия, в которой разговорные сцены чередовались с народными или написанными в фольклорном стиле песнями и танцами. Этот жанр хорошо знали в Северной Германии, где и родился его немецкий аналог — зингшпиль, первый образец которого, «Чёрт на свободе», с музыкой И. Штандфуса (1752), был не чем иным, как обработкой английской балладной оперы. Ранние образцы жанра больше походили на пьесы с вставными музыкальными номерами, но постепенно зингшпиль вбирал в себя элементы итальянской и французской комической оперы, его музыкальная драматургия усложнялась, а популярность распространилась на всю территорию Священной Римской империи. В австрийском зингшпиле, помимо обычных песенно-куплетных номеров, уже содержались и развёрнутые арии и ансамбли.
В 1778 году Иосиф II, хотя и отдавал предпочтение итальянской опере, счёл своим императорским долгом поддержать зингшпиль — закрыл Итальянскую оперу в Вене и создал Придворный национальный оперный театр во главе с Игнацем Умлауфом. В недолгий период протежирования появился ряд сочинений, имевших успех у широкой публики, в том числе «Похищение из сераля» Моцарта. Но высшее общество зингшпиль не приняло, разочаровался в нём в конце концов и сам император, и шесть лет спустя итальянская труппа вернулась в Вену. В жанре некомической оперы австрийские композиторы искали свой путь либо расшатывая жёсткие рамки итальянской традиции, как Моцарт, либо осваивая французский язык, как Глюк, а позже Сальери. Своё намерение написать национальную героическую оперу на сюжет Ф. Г. Клопштока Глюк осуществить не успел.

#### Оперные бои во Франции

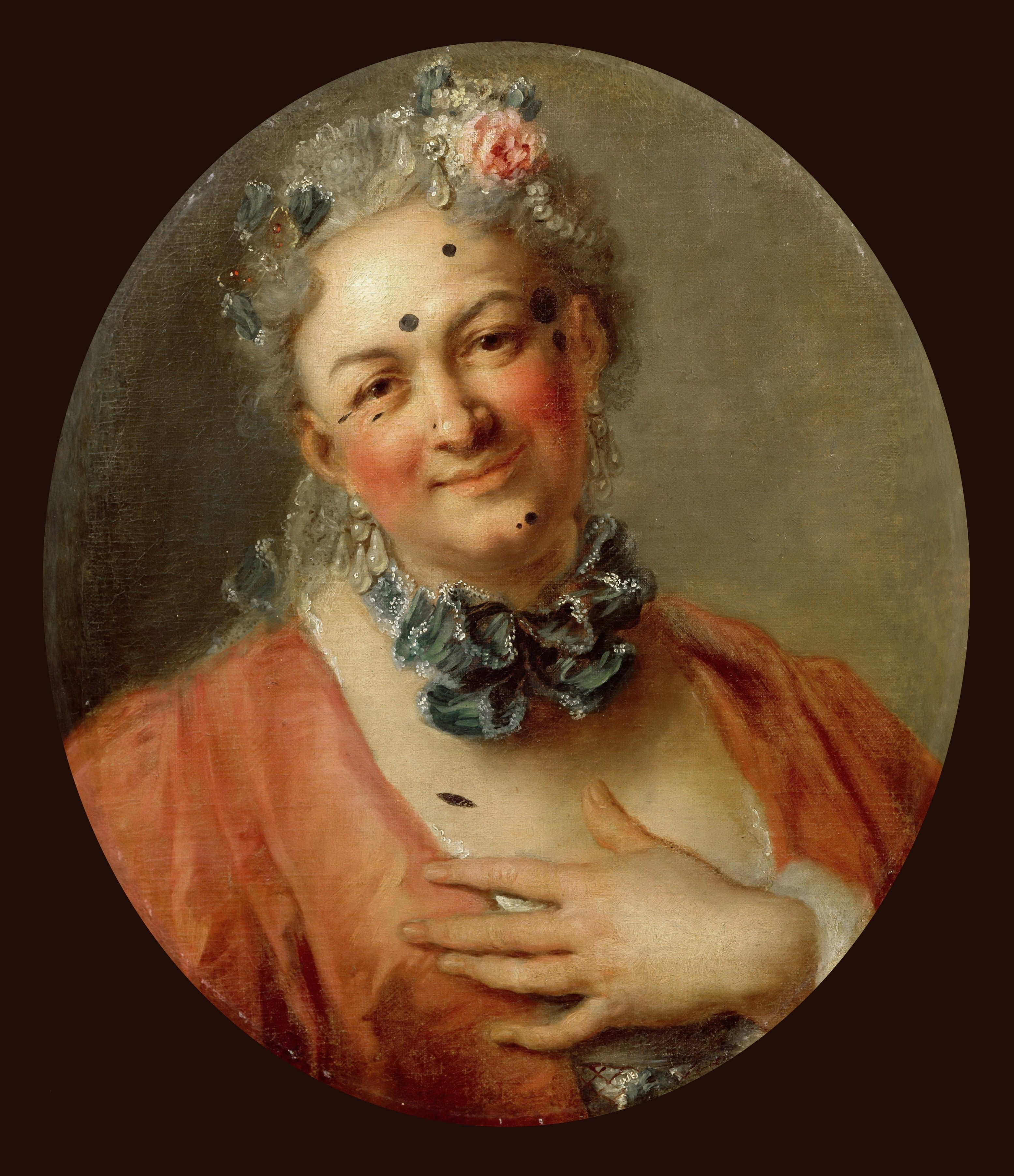
Отконтр Пьер Желиот в юбочной роли нимфы Платеи (около 1745 года)

Французская музыкальная трагедия (фр. tragédie lyrique) ещё со времён Ж.-Б. Люлли опиралась на традиции классицистского драматического театра, на П. Корнеля и Ж. Расина, и была намного прочнее, чем итальянская опера-сериа, связана с национальной культурой. От оперы-сериа её отличала прежде всего рассудочность: «Даже страсть, — пишет Г. Аберт, — выступает в ней не как первичное переживание, а как размышление». Эта рассудочность естественным образом ограничила роль музыки и определила её характер: в отличие от оперы-сериа, сосредоточившей своё внимание на передаче эмоциональных состояний, в музыке «лирической трагедии» преобладало изобразительное начало, декоративность, которую ещё Люлли перенёс в неё из балета.
Уже в 1660-х годах в Париже образовалось небольшое общество поклонников итальянской оперы, считавших французский язык вообще непригодным для этого жанра. В 1702 году представитель «итальянской партии» аббат Рагене своим трактатом «Сопоставление итальянцев и французов с точки зрения музыки и оперы» положил начало литературной дискуссии, продолжавшейся без малого сто лет.
В 1730-х и 1740-х годах спасти «лирическую трагедию», которая после Люлли практически не развивалась, пытался Жан-Филипп Рамо. Принимая многие аргументы «итальянской партии», как теоретик он выступал за освобождение музыки от оков рационалистического учения, но осуществить это на практике оказалось непросто. В поисках более правдивого драматического стиля Рамо пересматривал функции хора и балета; развивая гармонию и ритмику — элементы, особенно слабо развитые и у Люлли, и у его последователей, — обогатил выразительные возможности оркестра, он впервые ввёл во французскую оперу колоратуру; в целом, расширив созданную Люлли схему в пользу музыкального начала, Рамо предоставил музыкантам значительно бо́льшую свободу. Но цепкость придворной традиции не позволила ему выйти за определённые рамки: в операх Рамо были и контрасты, и нагнетания, и кульминации, но характеры, как и в опере-сериа, оставались носителями типических свойств и практически не знали развития. Несмотря на все старания, Рамо признали своим поклонники Люлли, «итальянская партия», которую в 40-х годах уже возглавлял Жан-Жак Руссо, к его попыткам вдохнуть жизнь в традиционную tragédie lyrique отнеслась враждебно.

#### Война буффонов
Бурная полемика, вошедшая в историю как «война буффонов», непосредственно была спровоцирована приездом в Париж летом 1752 года итальянской труппы, представлявшей оперы-буффа. Особенное восхищение у энциклопедистов вызвала «Служанка-госпожа» Дж. Б. Перголези. «…Место фантастического, никогда не виданного, — писал позже Руссо, — заступили картины жизни действительной, несравненно более занимательные; очарование трогательного, задушевного сменило очарование волшебного жезла, и лирическая драма получила более свойственные ей формы. Все трогательное нашло в ней место, мифологические „боги“ были изгнаны со сцены, как скоро „люди“ водворились на ней».

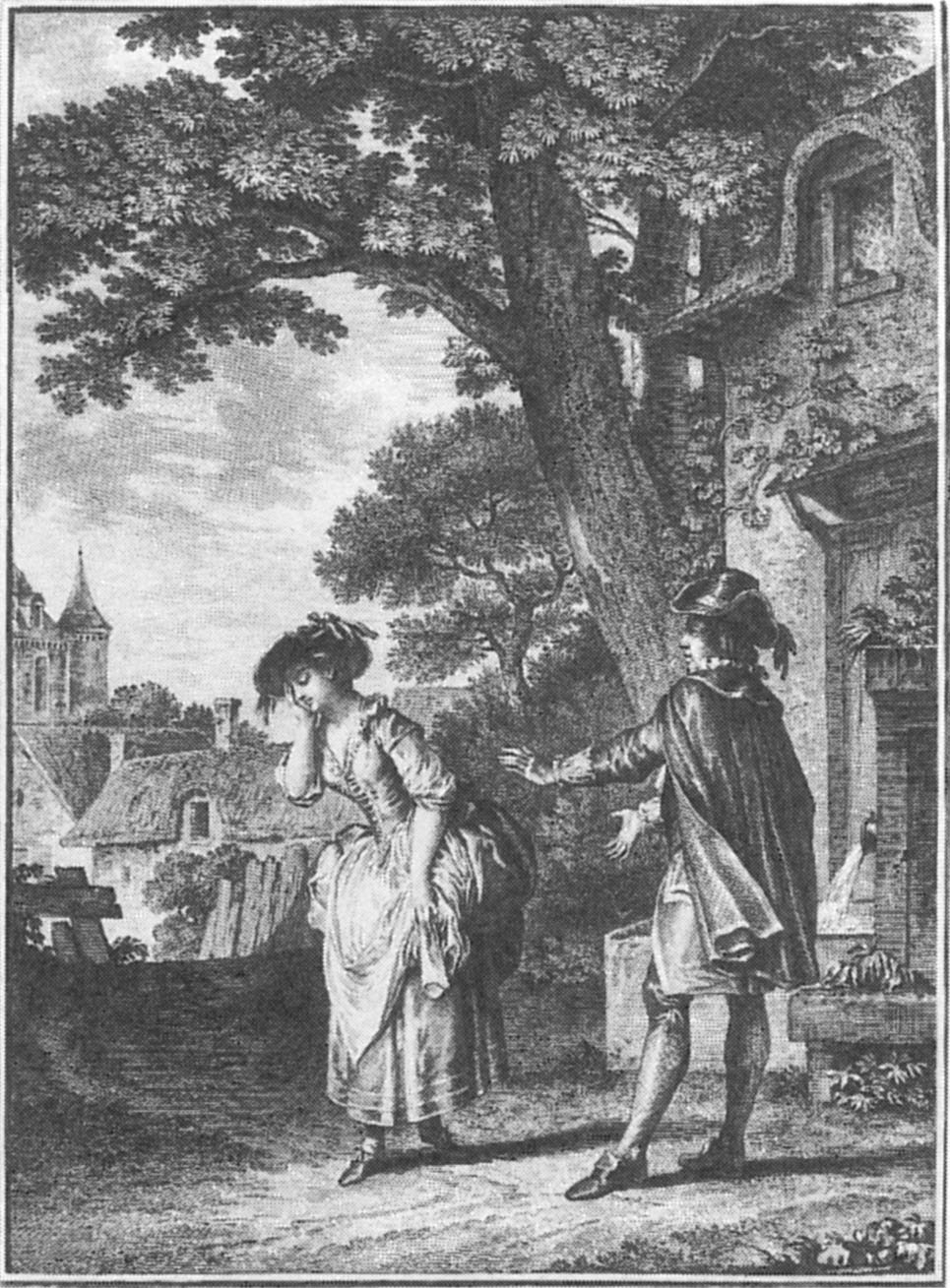
Сцена из «Деревенского колдуна». Гравюра Ж. М. Моро, 1753 год

Война «буффонов» и «антибуффонов» обернулась потоком памфлетов и пасквилей, в которых обе стороны не стеснялись в выражениях и не избежали крайностей; но спорили не о том, итальянской или французской опере должно быть отдано предпочтение, — для энциклопедистов, пишет Г. Аберт, «музыка была лишь почвой, на которой впервые отважились предпринять общий штурм старой французской культуры». В марте 1754 года итальянской труппе пришлось покинуть Париж — по настоянию национальной партии; её отъезд снизил накал страстей, но не разрешил проблемы, поднятые в ходе дискуссии.
Из «войны буффонов» родилась французская комическая опера (фр. opéra-comique); уже в октябре 1752 года Руссо (в дискуссии он отстаивал тезис о принципиальной непригодности французского языка для оперы) сочинил на собственное, французское либретто одноактную оперу «Деревенский колдун» (фр. Le Devin du village), вдохновлённую «Служанкой-госпожой», но опиравшуюся на традиции парижского ярмарочного театра. Хотя в истории оперы сочинение Руссо сколько-нибудь заметной роли не сыграло, его необычайная популярность многих композиторов и либреттистов вдохновила на разработку этого жанра. 
Во французской комической опере по сравнению с её итальянским прототипом больше места отводилось разговорным сценам (и за это Аберт называет её «зингшпилем»), но, если опера-буффа была ещё тесно связана с масками комедии дель арте и исходила из типического, то оре́ra comique стремилась со всей возможной достоверностью представить на сцене актуальную действительность. Комическое при этом не было её исключительной целью: во французском аналоге оперы-буффа комические мотивы с течением времени всё больше уравновешивались серьёзными, которые, в свою очередь, всё чаще соприкасались с трагическими или героическими, как, например, в знаменитой опере Андре Гретри «Ричард Львиное Сердце». За происходящим в Париже внимательно следил и Глюк, в 1758—1764 годах положивший на музыку ряд сочинений Шарля Фавара — главного пропагандиста нового жанра.
Комическая опера, хотя и не была ещё оперой в настоящем смысле слова, внушила энциклопедистам веру во французский язык: многие поклонники итальянской традиции, в том числе Вольтер, Руссо и Дидро, перешли в стан национальной партии. Но боролись они не за старую лирическую трагедию, в традициях Люлли и Рамо, а за ту французскую оперу, которой ещё не было: «Пусть появится, — писал Дени Дидро, — гений, который утвердит подлинную трагедию, подлинную комедию на музыкальной сцене». «Гения» они нашли в Вене.

#### Борьба «глюкистов» с «пиччинистами»

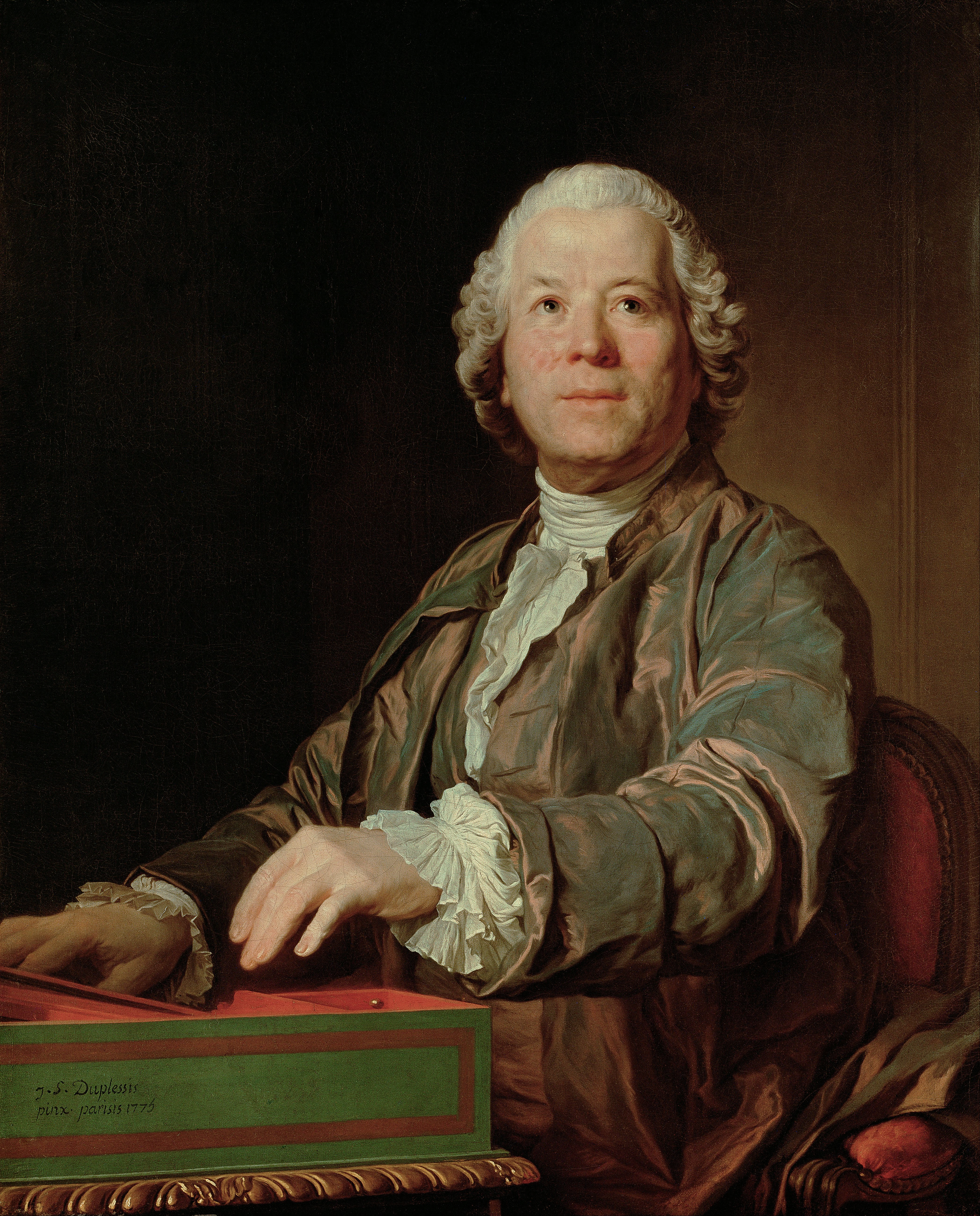
Кристоф Виллибальд Глюк

Следующий акт борьбы между приверженцами итальянской и французской оперы вошёл в историю как борьбе «глюкистов» с «пиччинистами», поскольку итальянскую труппу в Париже в конце 1776 года возглавил популярный в те годы композитор Никколо Пиччинни, а «французская партия» нашла своего композитора в лице чужестранца Глюка. В борьбе, развернувшейся как будто бы вокруг стилей, спор в действительности шёл о том, чем должен быть оперный спектакль: энциклопедисты ждали от оперы нового социального содержания, созвучного предреволюционной эпохе. В полемику, писал С. Рыцарев, вступили «мощные культурные слои аристократического и демократического искусства».
Реформируя оперу-сериа, Глюк стремился подчинить музыку поэтическому слову, преодолеть сложившуюся номерную структуру, освободиться, как пишет В. Конен, от «деспотизма замкнутых, отвлеченных форм арий da capo», объединить эпизоды в большие сцены, пронизанные единым драматическим развитием, — то есть на новом этапе вновь превратить оперу в музыкальную драму. Даже увертюра, прежде самостоятельный концертный номер, у венского реформатора передавала характер основного конфликта этой драмы. «Я стремился, — писал Глюк, — изгнать из музыки все излишества, против которых тщетно протестуют здравый смысл и справедливость. […] Вся моя работа должна была свестись к поискам благородной простоты, свободе от показного нагромождения трудностей в ущерб ясности». 
«Простота» глюковских опер, их чрезмерная, как считали многие, рациональность раскололи даже «французскую партию»: поклонники Люлли и Рамо обвиняли Глюка в нарушении законов оперного искусства. И тем не менее Глюк победил: созданный им новый тип музыкальной драмы оказал влияние даже на творчество Пиччини.

#### Классицизм

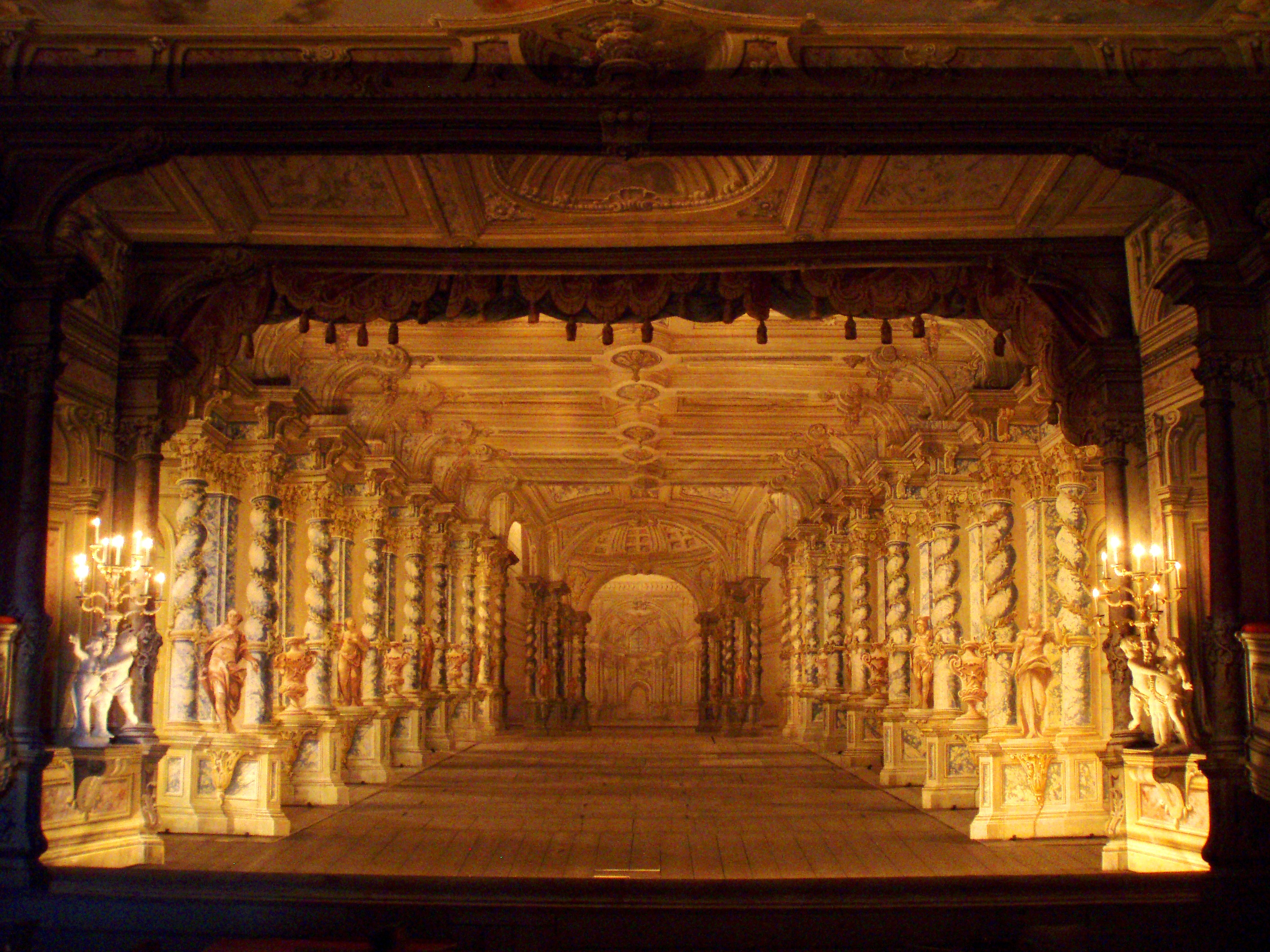
Частный театр одного из имперских князей XVIII века

Эпоха классицизма ценила структурную ясность, сбалансированную оркестровку и драматическую целостность оперного произведения. При венском дворе успех имели оперы Антонио Сальери, который сочетал итальянский лиризм с французским размахом постановок, используя для развития действия структурированные арии и динамичные речитативы. Камерным операм Гайдна свойственны мелодическая простота, лаконичность арий, богатство ансамблевого взаимодействия, изобретательность окрестровки. В Италии наибольший успех имели оперы Паизиелло и Чимарозы (чья опера-буффа «Тайный брак» до сих пор впечатляет своей ритмической энергией и периодически ставится в театрах).  
Общепризнанная вершина этой эпохи — творчество Моцарта, который, во многом наследуя Глюку, сочетал превосходное чувство драмы, гармонии, мелодии и контрапункта. Его комические оперы на итальянские либретто Лоренцо Да Понте — «Свадьба Фигаро», «Дон Жуан» и «Так поступают все» — остаются в числе наиболее любимых, популярных и известных опер. Моцарт работал также с немецкими либретто, создав непревзойдённые шедевры зингшпиля в «Похищении из сераля» (1782) и «Волшебной флейте» (1791). В оперу-сериа вклад Моцарта оказался менее однозначным: к его времени этот жанр угасал, и несмотря на такие значительные сочинения, как «Идоменей» и «Милосердие Тита», он не смог вдохнуть новую жизнь в эту художественную форму.
Французская революция с её идеалами свободы, равенства, братства переместила внимание французской оперы с «благородных» тем, привлекательных для аристократии, на сюжеты, прославляющие тираноборчество и героизм простого народа. Ушла в прошлое традиционная французская оперная форма, лирическая трагедия, которой покровительствовали монархи и придворные. На первое место выдвинулась комическая опера как жанр, более лёгкий и доступный для широких масс. Для сохранения баланса юмора и чувствительности создатели таких опер гибко сочетали речитативы с мелодиями фольклорного типа. 
Авторы французских «серьёзных» опер приспосабливали их к революционному духу, пробуждая коллективные эмоции за счёт включения патриотических гимнов, революционных песен (подобных звучавшим на уличных празднествах), монументальных хоровых эпизодов, расширенных ансамблей и драматических эффектов. Примером оперного спектакля пропагандистского толка может служить «Триумф Республики» (1793) Франсуа-Жозефа Госсека. 
Бурные страсти эпохи революционных потрясений и наполеоновских войн нашли отражение также в так называемых операх спасения, которые были популярны на рубеже XVIII и XIX веков; наиболее известна из их числа единственная опера Бетховена — «Фиделио» (1805). Весьма созвучен революционным ценностям «Вильгельм Телль» Андре Гретри (1791), содержавший критику общественной несправедливости и призывавший к борьбе с тиранией. В операх спасения уже можно различить движение от классицизма в сторону романтизма. 
У истоков нового направления французской оперы стояли два итальянских композитора, обосновавшихся во Париже на рубеже XVIII и XIX веков, — Луиджи Керубини и Гаспаре Спонтини. Комическая и серьёзная опера имели во Франции тенденцию к сближению. Керубини вольно смешивал их элементы, что стало важным шагом к более гибкой оперной драматургии. Оба композитора сосредоточили внимание на внутреннем мире героев — их страстях и душевном смятении («Медея» Керубини, «Весталка» Спонтини). С романтизмом их сближает интерес к героическому индивидуализму, борьбе личности против несправедливости. Возросший эмоциональный накал требовал усиления музыкальной экспрессивности, что приводило к усложнению и большей насыщенности оркестровых партий.

### Опера в XIX веке

#### Расцвет бельканто

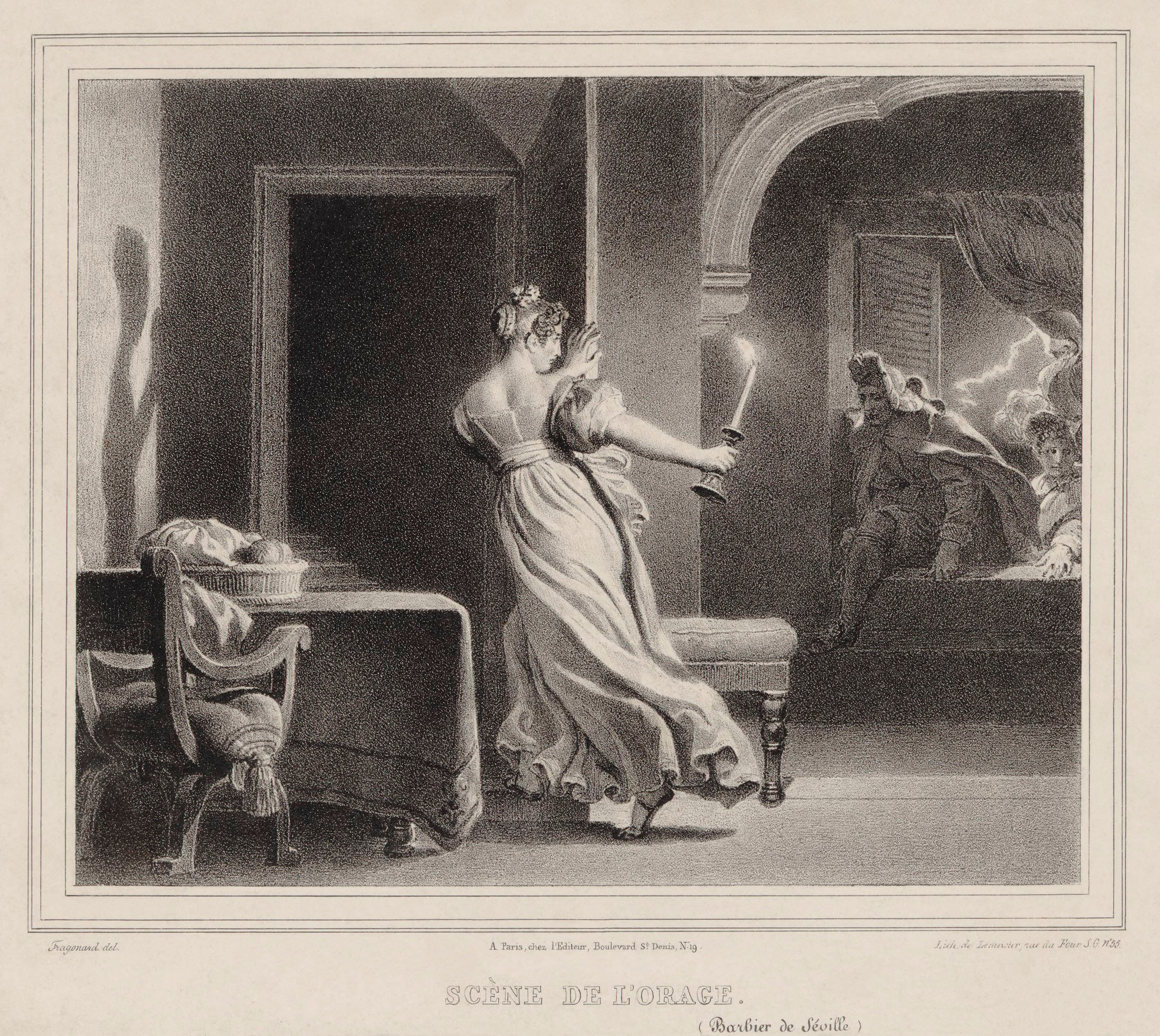
Сцена бури в опере Россини «Севильский цирюльник» (гравюра А. Э. Фрагонара, 1830)

Период в истории итальянской оперы с окончания наполеоновской оккупации (1813) до середины XIX века именуется периодом бельканто. В продолжение его первой половины в итальянской опере всецело царил Джоаккино Россини, который подчинил оркестровку демонстрации виртуозности вокалистов, воспитанных в традициях школы пения бельканто, — отсюда и название этого периода. В отличие от композиторов второй половины XIX века, сторонники бельканто поощряли творческую импровизацию вокалистов (колоратура, фиоритура). Замысловатые и даже вычурные вокальные линии требовали исключительной подвижности голоса и контроля интонации. Россини полностью отказался от отрезков речитатива без музыкального сопровождения, но ввёл постепенное крещендо, когда одна и та же тема повторяется с последовательным нарастанием интенсивности. Между арией и кабалеттой (как и между двумя частями кабалетты) он стал вводить хор.
После переезда в Париж и триумфальной премьеры героической многочасовой оперы «Вильгельм Телль» в 1829 году Россини потерял интерес к оперному творчеству, а его место на вершине итальянского оперного пантеона на короткое время занял рано ушедший из жизни сицилиец Винченцо Беллини. Его произведения первой половины 1830-х годов уступают в энергетике творениям Россини. Сицилийца прославили такие оперы, как «Норма» и «Сомнамбула», — созерцательные и меланхоличные, полные мечтательной элегичности. Гаэтано Доницетти (активно сочинявший до середины 1840-х годов), не отказываясь от вокальных украшений бельканто, придавал первостепенное значение динамизму, вводя драматичнейшие сцены, где музыка усиливает эффект голоса; тем самым он проложил дорогу для оперной драматургии Джузеппе Верди. 
По мере проникновения в оперу эстетики романтизма итальянские композиторы всё реже черпали свои сюжеты из греко-римской античности. Высокие голоса кастратов в этот период ушли в прошлое, а для их замены какое-то время использовались как женщины с альтовыми голосами (выступавшие в мужских ролях — см. брючные роли), так и мужчины-контральтино. Феноменальный успех тенора Дюпре в операх Доницетти, где он брал грудью высокие ноты «до», привёл к снижению тесситуры мужских голосов и формированию нового типа романтического тенора, который будет доминировать в опере на протяжении последующих десятилетий XIX века и всего XX века. Вместе с прочими элементами бельканто в 1840-е и 1850-е годы постепенно вышли из моды и виртуозные вокальные пируэты певцов, освоивших навыки колоратуры.

#### Опера романтизма
Сюжеты на основе греко-латинской классики в начале XIX века стали терять популярность и за пределами Италии. Драмы в новом, романтическом вкусе делали ставку на использование средневековых декораций и персонажей (барды, трубадуры), а также на переработку народных легенд. Первым полноценным примером романтизма в оперном искусстве (и первой немецкой национальной оперой) считается «Вольный стрелок» Вебера (1821). Здесь нет заимствований из классической античности: действие происходит в лесу и насыщено (характерными для романтизма) отсылками к природе, тайне, магии, фольклору и «народности». Будучи директором Дрезденской оперы, Вебер поощрял новации в расположении оркестра и хора, а также ввёл график репетиций, позволявший вокалистам изучать оперу не только с музыкальной, но и с драматической стороны. 

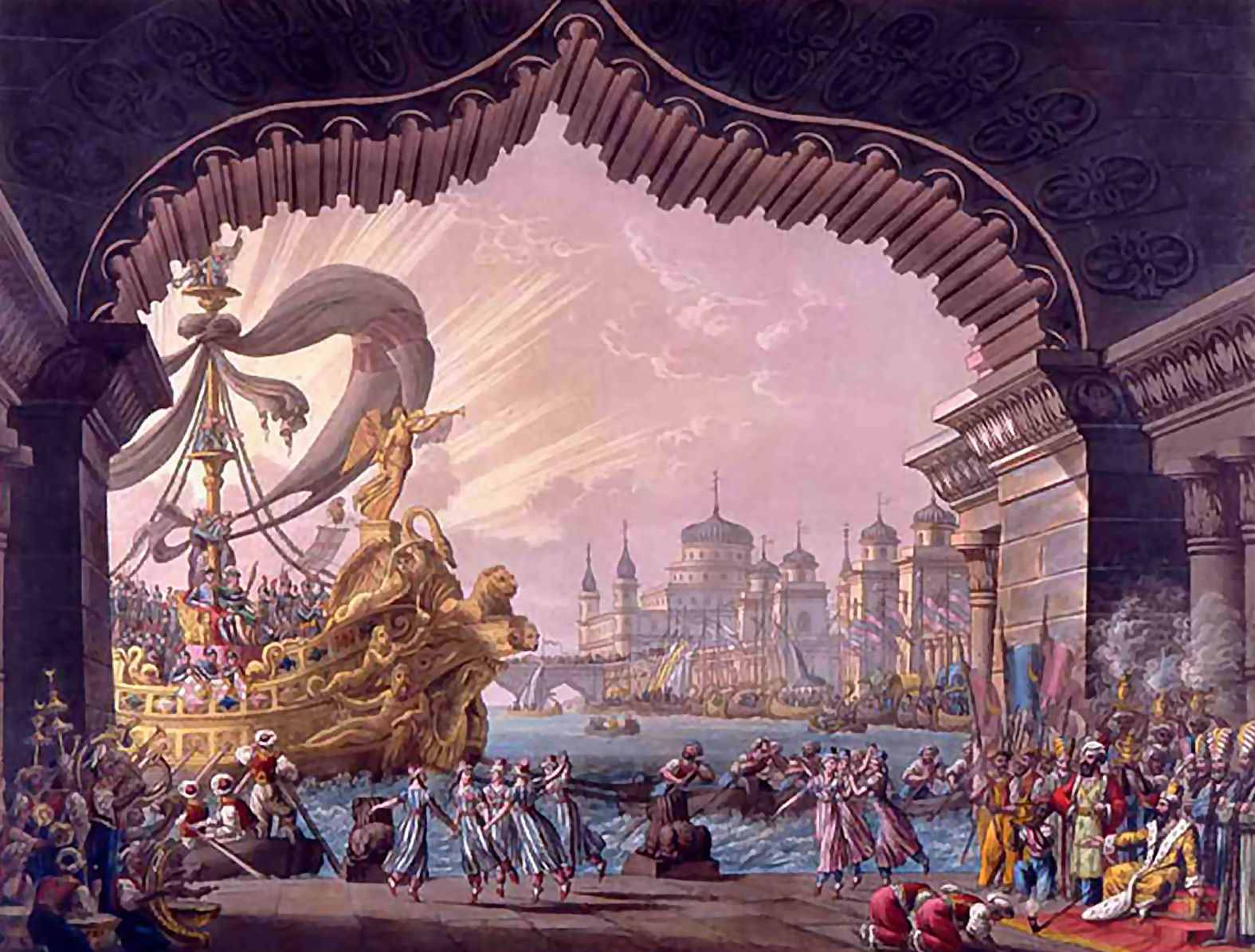
Экзотические декорации для одной из «больших опер» Мейербера (1824)

На волне успеха столь богатых экзотическими элементами и сценическими эффектами оперных постановок, как «Завоевание Мексики» Спонтини (где на сцене театра одновременно гарцевали 17 живых коней), в Париже 1820-х и 1830-х годов сформировалась так называемая большая опера (grand-opéra), которая характеризовалась масштабностью сценических постановок на эпические темы из истории средних (и более поздних) веков, использованием расширенного оркестра, пышностью декораций, многочасовой продолжительностью, многочисленностью персонажей. Помимо «Вильгельма Телля», к ярким образцам этого стиля относят «Немую из Портичи» Обера, «Жидовку» Галеви и оперы Мейербера со сложными и зрелищными сценическими эффектами (пожары, кораблекрушения, битвы, фейерверки). 

Постановка «больших опер» требовала передовых сценических технологий — таких, как вращающиеся платформы и сложные механизмы для смены сцен. Например, в «Роберте-дьяволе» Мейербера сцена монастырского кладбища с призраками монахинь, оживающими под луной, создавала жуткую и завораживающую атмосферу. Эффектные «большие оперы» стабильно собирали полные залы, обогащая своих создателей и импресарио. Для размещения всех желающих приобщиться к оперному спектаклю (среди которых было и множество проживавших в Париже иностранцев) приходилось постепенно расширять размеры парижских оперных залов, а значит и оркестры. Коммерческая составляющая таких постановок нередко вступала в конфликт с художественной. Так, Берлиозу не удалось заинтересовать парижан своими «Троянцами» — и это грандиозное эпическое полотно в традиции Глюка и Спонтини (оркестровка которого требует использования редких музыкальных инструментов) почти сто лет ждало постановки в полной авторской редакции. 

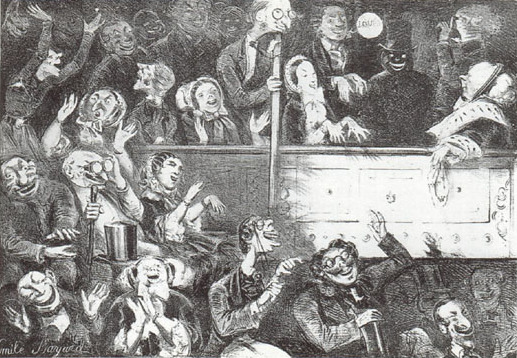
Карикатура Байяра на публику театра Буфф-Паризьен (1860)

Гораздо дешевле пафосных «больших опер» обходились постановки комических опер с разговорными диалогами, которые шли даже в театрах небольших городов, имея неизменный успех у не особо притязательного третьего сословия. Труппа парижского театра Опера-Комик ежегодно ставила лёгкие оперы таких авторов, как Буальдьё, Обер, Герольд и Адан («Почтальон из Лонжюмо», 1836). Во второй половине XIX века из этой традиции «лёгкой оперы» родится новый жанр оперетты (остроумный до цинизма «Орфей в аду» Оффенбаха, 1858), который особенно популярен станет в Вене. 
В середине XIX века «Фауст» Шарля Гуно и «Кармен» Жоржа Бизе (поначалу отпугнувшая публику своими реалистическими элементами и отсутствием героизма) затмили по популярности все французские оперы более ранней эпохи. Под влиянием их успеха «большие оперы» стали сходить со сцены. Им на смену пришёл более компактный жанр французской лирической оперы (opéra lyrique), который от комической оперы отличает отсутствие разговорных диалогов. Смежное явление представляла фантастическая опера (opéra fantastique) с включением мистико-фантазийных элементов (пример — «Сказки Гофмана»). 
В «прекрасную эпоху» наряду с произведениями Верди французские лирические оперы служили основой репертуара оперных театров по всему миру. До сих пор театры охотно ставят такие лирические оперы XIX века, как «Манон» Массне, «Самсон и Далила» Сен-Санса, «Лакме» Делиба, а также (заметно реже) «Миньону» Тома. Арии и дуэты из них часто можно услышать в концертах.

#### От Верди к Пуччини

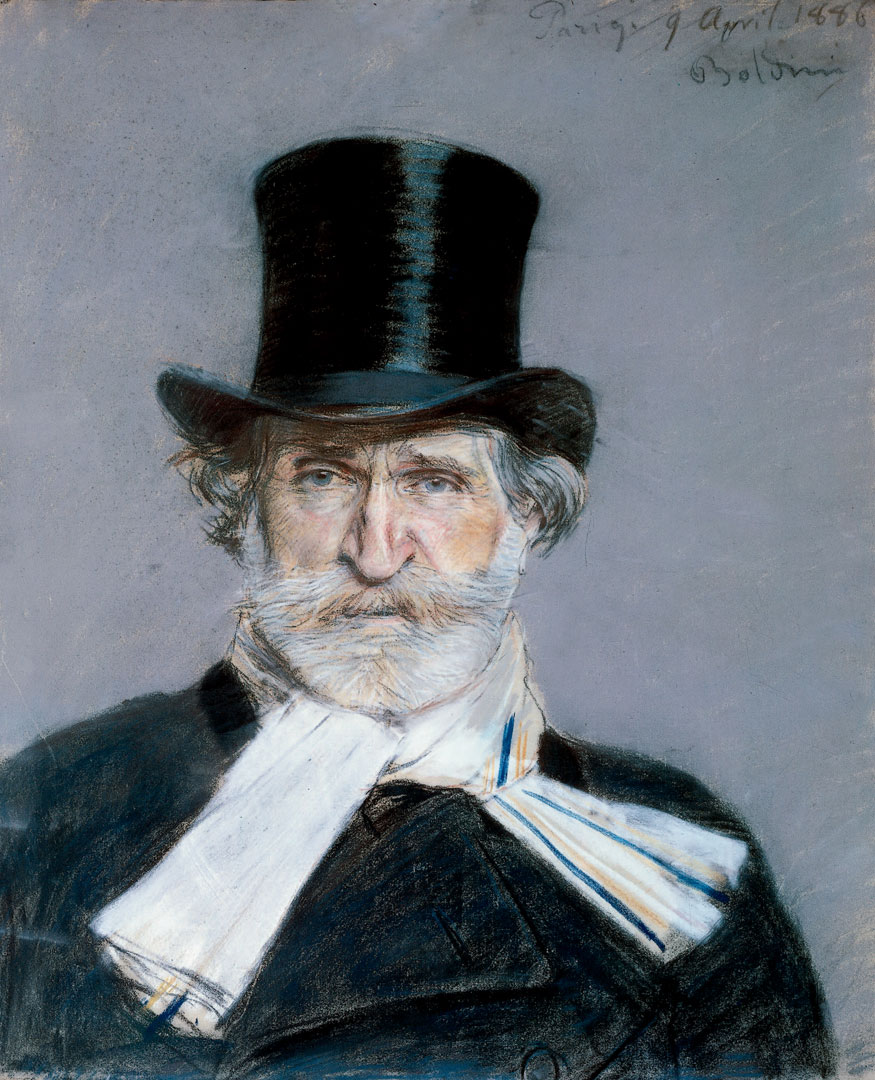
Джузеппе Верди в 1886 году

Начиная со второй половины 1840-х годов и до конца XIX века в итальянской опере доминировал Джузеппе Верди. Уже в ранней опере на библейский сюжет, «Набукко» (1841), он вместо оперы как демонстрации вокальной виртуозности предложил модель оперы как мощного, драматичного, захватывающего повествования (что было особенно созвучно духу итальянского патриотизма в эпоху борьбы за объединение страны и освобождение северных земель от австрийского господства). Разрыв Верди с традициями бельканто может быть расценен как оперная реформа (хотя он был далёк от каких-то манифестов по этому поводу).
В начале 1850-х Верди создал три свои самые популярные оперы: «Риголетто», «Трубадур» и «Травиата». Первая из них, «Риголетто», в художественном отношении оказалась самой революционной. В ней Верди стирает грань между арией и речитативом, превращая оперу в цепь непрерывных дуэтов действующих лиц. Новаторство «Травиаты» состоит в обыденности изображённых персонажей: вместо правителей, героев и персонажей литературной классики здесь представлена реалистичная история столичной куртизанки. «Дон Карлос» (1867) и «Аида» (1871), впервые поставленная за пределами Европы (в Каире), во многих отношениях подводят итог всему развитию «большой оперы».
В конце жизни Верди в сотрудничестве с выдающимся либреттистом Арриго Бойто (автором известной оперы «Мефистофель») создал две оперы по Шекспиру — «Отелло» (1887) и «Фальстаф» (1893), в которых задал новый стандарт формы и стиля. «Отелло» доводит эмоциональный накал до предела, предваряя веристские драмы наподобие «Сельской чести» Масканьи (1890) и «Паяцев» Леонкавалло (1892). Оперы эпохи веризма, которые в начале XX века обошли все оперные сцены мира, часто сочетали сниженность сюжета из современной жизни (установка на реалистичность) с сентиментальным бурлением страстей.
Вместо привычных протяжных мелодий «Фальстаф» содержит множество кратких мотивов и реплик-«девизов» (mottos), которые не развиваются, а вводятся и тут же прерываются, чтобы всплыть несколько позже. Взамен ожидаемой публикой развёрнутой разработки этих мотивов они обрываются новым персонажем, который вводит собственную музыкальную фразу. Эта «рваная» манера оперного письма вдохновляла крупнейших оперных композиторов XX века — Джакомо Пуччини, Рихарда Штрауса и Бенджамина Бриттена.

#### Оперная реформа Вагнера

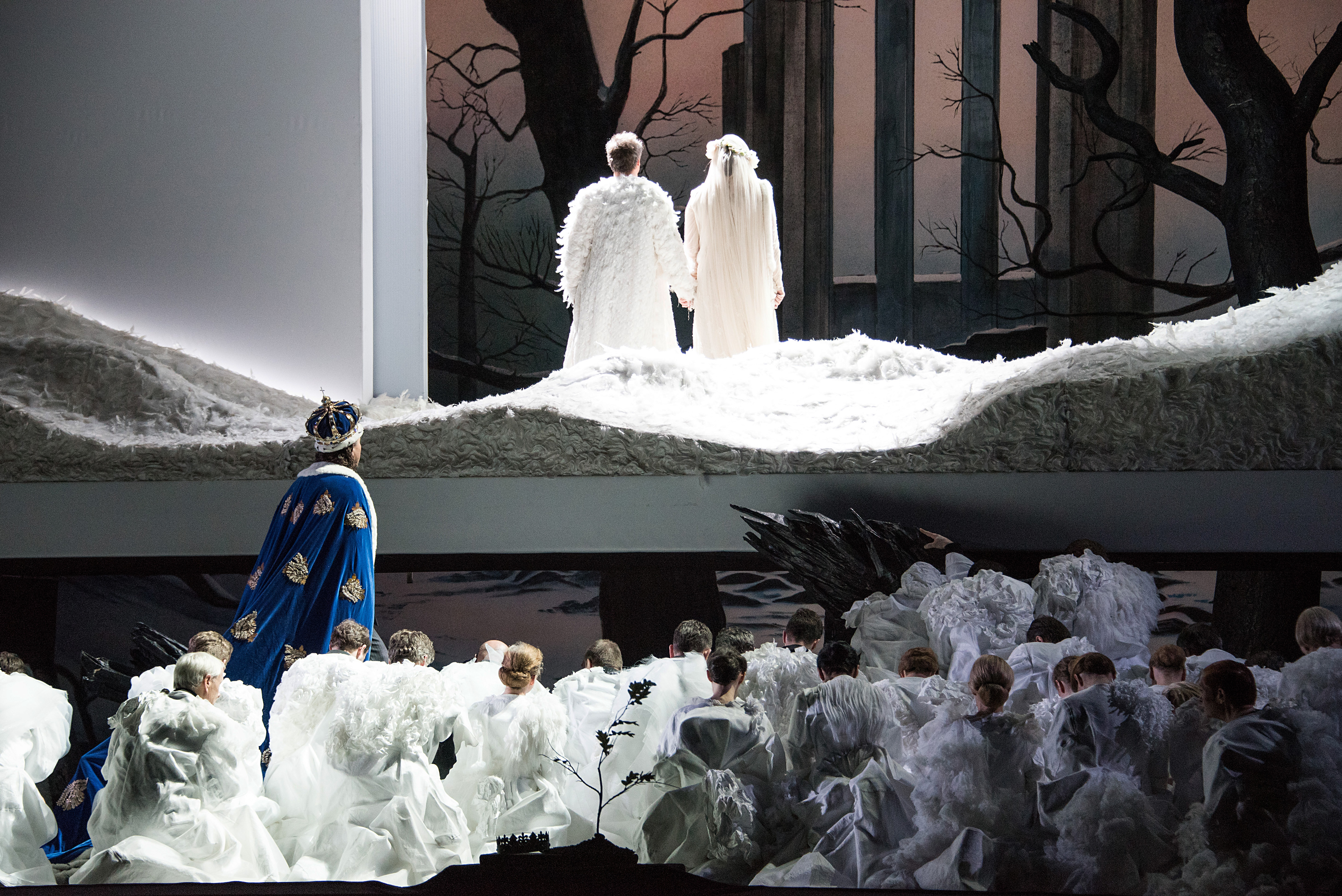
Современная постановка музыкальной драмы Вагнера

Ещё более чем с Верди, реформирование оперы XIX века связано с именем Рихарда Вагнера. Начав под влиянием Вебера и Мейербера, он постепенно развил концепцию оперы как Gesamtkunstwerk («единого произведения искусства») — синтеза музыки, поэзии и живописи. Вагнер значительно усилил роль и мощь оркестра, создавая партитуры со сложной паутиной лейтмотивов — повторяющихся тем, иллюстрирующих основные идеи и персонажей. В поисках максимальной выразительности Вагнер готов был отходить от любых общепринятых музыкальных конвенций, включая тональность. В зрелых произведениях (начиная с «Тристана и Изольды», 1865) он отказывается от разграничения арий и речитативов в пользу непрерывного потока «бесконечной мелодии» (см. Тристан-аккорд). Либретто на сюжеты из германских или артуровских легенд композитор создавал самостоятельно, что позволило ему вывести на недосягаемый уровень философскую составляющую оперного повествования. Для исполнения собственных произведений в желаемом им стиле Вагнер (при поддержке баварского короля Людвига II) выстроил специальный театр в Байройте. Его последнее произведение, «Парсифаль», до 1914 года можно было услышать только в этом театре.
Хотя большинство парижских критиков гневно отвергло «музыкальные драмы» Вагнера (не любившего слово «опера»), на французской сцене конца XIX века не было недостатка в подражаниях его стилю (например, «Эсклармонда» Массне, 1888). Композиторов-новаторов пример Вагнера вдохновил на смелые эксперименты с формой оперы. Так, у Клода Дебюсси в опере «Пеллеас и Мелизанда» (1898) вообще нет арий — один речитатив; при этом по-вагнеровски велика роль оркестра, а драматургия сдержанна, загадочна и предельно далека от вагнеровского стиля.

#### Романтический национализм
Примеры «Вольного стрелка» и романтического национализма Вагнера способствовали складыванию национальных оперных школ в странах Восточной Европы: России (М. И. Глинка, П. И. Чайковский, «могучая кучка»), Польше (Станислав Монюшко), Чехии (Бедржих Сметана и Антонин Дворжак), Венгрии (Ференц Эркель). О становлении русской национальной оперы см. ниже раздел «Опера в России».
Помимо русских, наиболее востребованными за пределами региона стали чешские оперы, многие из которых плодотворно используют фольклорный материал. В музыкальную ткань «Проданной невесты» (1866) Бедржихом Сметаной были вплетены ритмы народных танцев — польки и фурианта. Самая репертуарная чешская опера — «Русалка» Антонина Дворжака (1901) — органично включает в лирическую структуру хроматические гармонии и пентатонику, а идиллические картины природы тут соседствуют с народным юмором. В операх «Енуфа» (1904) и «Катя Кабанова» (1921) Леош Яначек использовал нестандартные, новаторские приёмы: например, диссонантные гармонии и речевую мелодику, основанную на изучении композитором ритмов повседневной чешской речи.
Опера постепенно выходит за пределы европейских стран и их бывших колоний. Тигран Чухаджян (армянский композитор, учившийся в Милане) в 1868 году создал первую армянскую национальную оперу — «Аршак II», которая стала и первой оперой в музыкальной истории Востока. Его же опера-семисериа «Земире», написанная на турецком языке на сюжет арабской сказки, заложила оперную традицию в мусульманской Турции. Впрочем, первой оперой в мусульманском мире часто называют и оперу «Лейли и Меджнун», созданную в 1907 году азербайджанским композитором Узеиром Гаджибековом.

### Опера в XX веке
В начале XX века в оперное искусство приходит модернизм, с которым связано развитие атональности. Отход от традиционной тональности в опере начался с вагнеровского «Тристанова аккорда». Клод Дебюсси, Джакомо Пуччини, Рихард Штраус, Пауль Хиндемит, Бенджамин Бриттен, Э. В. Корнгольд и другие композиторы XX века усиливали диссонансы, экспериментируя с хроматизмом. Другой аспект модернистской оперы — отказ от длинных, протяжных мелодий (характерный, например, для произведений Шостаковича). 

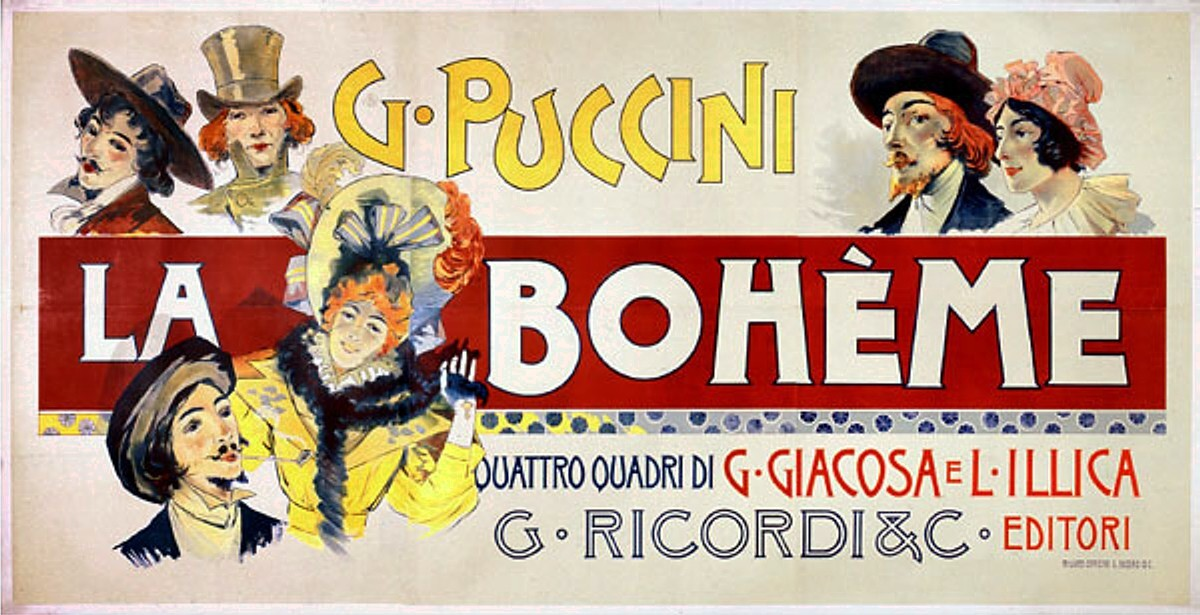
Афиша, выпущенная издательством Ricordi к премьере оперы Пуччини «Богема» в 1896 году

Ключевая фигура оперного искусства рубежа XIX и XX веков — итальянский композитор Джакомо Пуччини. Он успешно использовал технику вагнеровских лейтмотивов: например, в «Тоске» (1900) зловещий образ барона Скарпиа подчёркивает трёхзвучная тема. Постепенно усиливая гармоническую сложность, Пуччини пришёл к импрессионистической звукописи «Мадам Баттерфляй» (1904), с японскими мелодиями, пентатоникой и оркестровкой, включающей металлические идиофоны, колокольчики и колокола. В опере-вестерне «Девушка с Запада» (1910) он использовал (для жанровых сцен) интонации и ритмы американской эстрады, включая регтайм. В своей последней (незавершённой) опере «Турандот» композитор для усиления экспрессивности применил политональность. По количеству оперных постановок и исполняемых в концертах арий с Пуччини может конкурировать только Верди.
Принципиальными адептами атональности (в форме додекафонии) выступали венские модернисты Арнольд Шёнберг и его последователь Альбан Берг. Уже ранние музыкально-драматические работы Шёнберга — «Ожидание» (1909, премьера 1924) и «Счастливая рука» (1913) — демонстрируют интенсивное использование хроматической гармонии и диссонанса в целом. Шёнберг также нередко применял нестандартную технику распевки — Sprechstimme. Гораздо чаще, чем экспериментальные сочинения Шёнберга, в оперных театрах можно встретить две оперы Берга — «Воццека» (1925) и незавершённую «Лулу». Развивая находки своего учителя, Берг сочетает личную интерпретацию 12-тонной техники Шёнберга с мелодическими пассажами более традиционного («малеровского») характера. 

Распространение атональных техник в итоге вызвало реакцию в форме неоклассицизма, примером которой может служить опера-оратория Стравинского «Царь Эдип» (1927). Стравинский продолжал игнорировать серийную технику и позднее, а в 1951 году даже написал полноценную номерную оперу в стиле XVIII века — «Похождения повесы». Идеи неоклассицизма также привлекали Бриттена, с именем которого связано возрождение английского музыкального театра после Второй мировой войны. Вообще с начала XX века композиторы часто «играют» с музыкальными стилями предшествующих эпох, прибегают к стилизации («Кавалер розы» Штрауса, «Ласточка» Пуччини). Наблюдается склонность к сокращению размаха постановок и числа персонажей, проявляющаяся в появлении камерных опер для двух («Секрет Сюзанны» Вольфа-Феррари, 1909) и даже для одного певца (см. моноопера). 

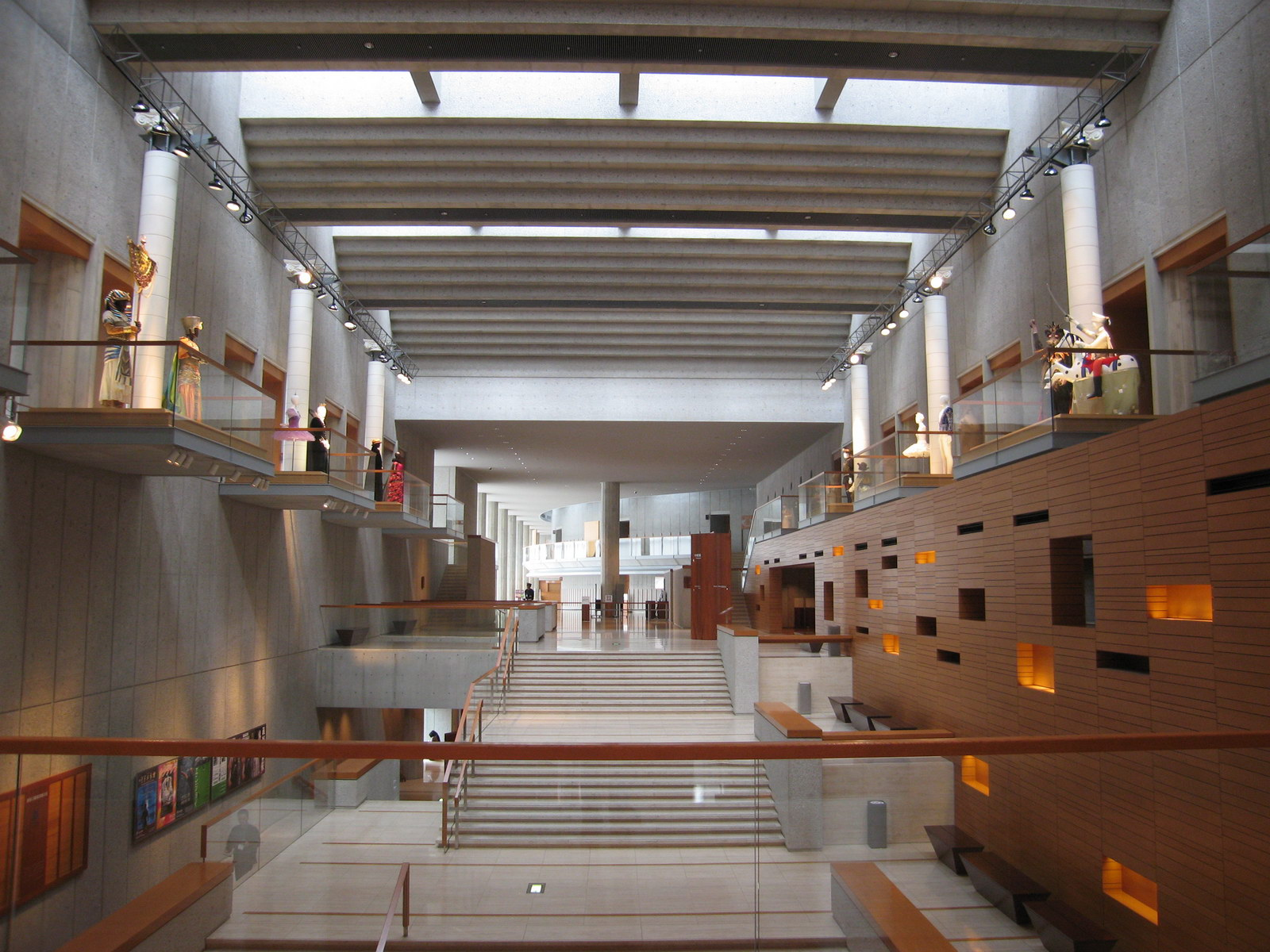
Интерьер оперного театра конца XX века (Новый Национальный театр в Токио)

Послевоенная опера поначалу выбрала путь усложнения психологизма, что проявлялось в углублённом исследовании внутреннего мира персонажей, их эмоций и психологических конфликтов («Питер Граймс» Бриттена, 1945; «Человеческий голос» Пуленка, 1959). Позднее американские минималисты стали двигаться в сторону упрощения гармонии, часто выбирая формы статичные, медитативные, гипнотические. В операх «Никсон в Китае» (1987) и «Доктор Атом» (2005) Джон Адамс передаёт политические зигзаги новейшей истории через пульсирующие ритмы и повторяющиеся гармонические структуры. Филип Гласс в опере «Эйнштейн на пляже» (1976) использовал циклические музыкальные паттерны и возможности мультимедийного театра (включая современную световую технику), а в «Сатьяграхе» (1980) для иллюстрации философских идей применил медитативные арпеджио и вокальные линии.
К концу 1930-х годов некоторые бродвейские мюзиклы стали включать сложные полифонические ансамбли и приобретать структуру, напоминающую оперную. Открывшись на Бродвее, в итоге были приняты в оперный репертуар «Порги и Бесс» Дж. Гершвина (1935), испытавшая влияние джазовых стилей, и «Кандид» Л. Бернстайна (1956), с размашистыми лирическими пассажами и пародийным гротеском. Сходную попытку «переизобрести» оперу для массовой публики XX века представляет рок-опера 1970-х годов («Иисус Христос — суперзвезда», ««Юнона» и «Авось»» и т. д.).

#### Эволюция оперного исполнительства и технологий

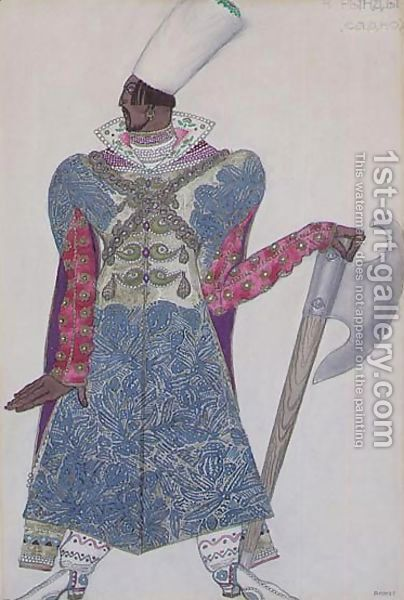
Л. Бакст. Эскиз костюма к опере «Садко» (1917).

На оперные постановки середины XIX века оказывали решающее влияние не только импресарио, но и звёздные певцы, зачастую диктовавшие темп исполнения и добавлявшие собственную вокальную орнаментику. Роль же дирижёра, режиссёра и сценографа в то время считалась технической. После распространения в театрах второй половины XIX века особой ниши для размещения оркестра — оркестровой ямы — музыканты оказались вообще скрытыми от глаз большинства зрителей. Вместе с тем растущая популярность опер Вагнера и распространение его взгляда на оперу как на синтетическое произведение искусства (особенно импонировавшего символистам) двигали оперу в сторону единства музыки, драмы, визуального оформления и режиссуры. 
К началу XX века ключевой фигурой, объединяющей все элементы оперной постановки в единое художественное целое, стал режиссёр как создатель концепции спектакля. Постановщики эпохи модерна и символизма (например, Э. Г. Крэг) смело экспериментировали с упрощёнными, далёкими от реалистичности формами и светом. Сценография превратилась из статичного фона в активный элемент драматургии, подчеркивающий настроение и идеи произведения. Адольф Аппиа провозгласил освещение основным элементом, объединяющим все аспекты постановки, трактуя свет в символическом и даже мистическом ключе. Театры стали видеть в сценографе соавтора спектакля и наперебой предлагали сотрудничество знаменитым художникам тех лет. 
Выросла и роль дирижёра, который стал восприниматься как музыкальный руководитель оперной постановки. Влиятельные оперные дирижёры из поколения Артуро Тосканини и Туллио Серафина придавали огромное значение дисциплине репетиций и скрупулёзной верности партитуре, не допуская собственных привнесений и минимизируя певческую импровизацию. С развитием научных подходов и источниковедения музыковеды провели выверку классических оперных партитур, что позволило исключить многочисленные неточности и отступления от намерений их создателей. 

На волне международного успеха Фёдора Шаляпина стали цениться певцы, которые держали внимание публики не только своим голосом, но и актёрским мастерством. На необходимость профессионального обучения оперных певцов премудростям актёрской техники указывал знаменитый режиссёр Константин Станиславский, в 1918 году основавший для этого при Большом театре оперную студию, которая переросла в оперный театр его имени. Молодых певцов учили соединять вокальную технику со системой Станиславского, ценить возможности сценической пластики, погружаться в мотивацию своих персонажей — с тем, чтобы достигать на сцене подлинных эмоций. Во второй половине XX века такие исполнители, как Мария Каллас, Тито Гобби, Джон Викерс, Жозе Ван Дам, считались не только первоклассными вокалистами, но и одарёнными актёрами.  

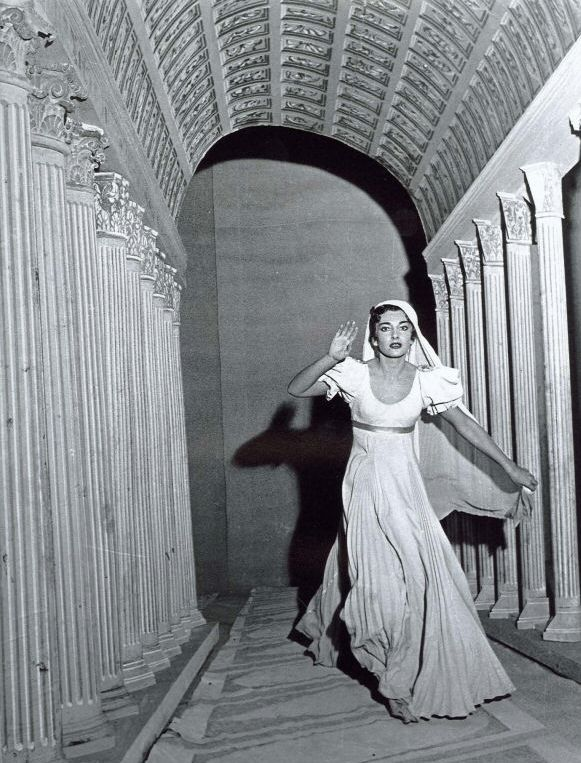
Мария Каллас в «Весталке» Спонтини (1954)

С появлением технологии звукозаписи оперные певцы смогли значительно расширить свою аудиторию; первым певцом, чьи пластинки разошлись многомиллионными тиражами, стал Энрико Карузо — неаполитанский тенор, базировавшийся с 1903 года в США. Ведущие оперные дирижёры — Герберт фон Караян, Георг Шолти, Клаудио Аббадо — записали десятки различных опер (многие — не по одному разу), оставив после себя обширные дискографии. На рубеже XX и XXI веков рекордными тиражами были распроданы записи «трёх теноров» (Паваротти, Доминго, Каррерас) и «королевы музыки барокко» Чечилии Бартоли.
С появлением телевидения усилилось значение визуальной составляющей оперного спектакля. В частности, фильмы-оперы высокого качества создавал Франко Дзеффирелли, чьи постановки сочетали великолепие декораций и историческую достоверность. В 1951 году композитор Менотти сочинил первую оперу для прямой телевизионной трансляции («Амал и ночные гости»). В 1992 году опера «Тоска» транслировалась в прямом эфире из тех мест Рима, где происходит действие согласно либретто, в 105 стран (по спутнику). В начале XXI века крупные оперные компании ввели практику трансляции своих оперных постановок на сотни больших экранов в сетях кинотеатров. Например, Метрополитен-опера в 2006 году запустила серию прямых трансляций в HD-качестве, и через год спектакли этого театра можно было увидеть в 424 кинотеатрах в 350 городах США.
Вторая половина XX века ознаменовалась возвращением в репертуар ведущих оперных театров полузабытых произведений, созданных прежде реформы середины XIX века. Это было связано с развитием аутентичного исполнительства и возрождением вышедших из употребления тесситур (вокальных диапазонов) — в частности, высоких мужских голосов вроде контратенора. Важную роль также сыграли достижения музыковедения и источниковедения, позволившие точно реконструировать партитуры и исполнительскую практику барокко и бельканто.
Вплоть до 1960-х годов даже в «передовых» театрах западного мира считалось допустимым исполнять оперы в переводе (обычно весьма вольном и выполненном после смерти как композитора, так и либреттистов). Например, оперные театры Италии предпочитали ставить Вагнера на итальянском языке. По мере укоренения аутентизма переводы стали изживаться, чему способствовали субтитры (супратитры, суртитры), которые с 1980-х обычно транслируются над оперной сценой или на индивидуальном экране перед зрителем (причём в последнем случае зритель может выбрать предпочитаемый язык субтитров).

#### Проблема режиссёрского театра

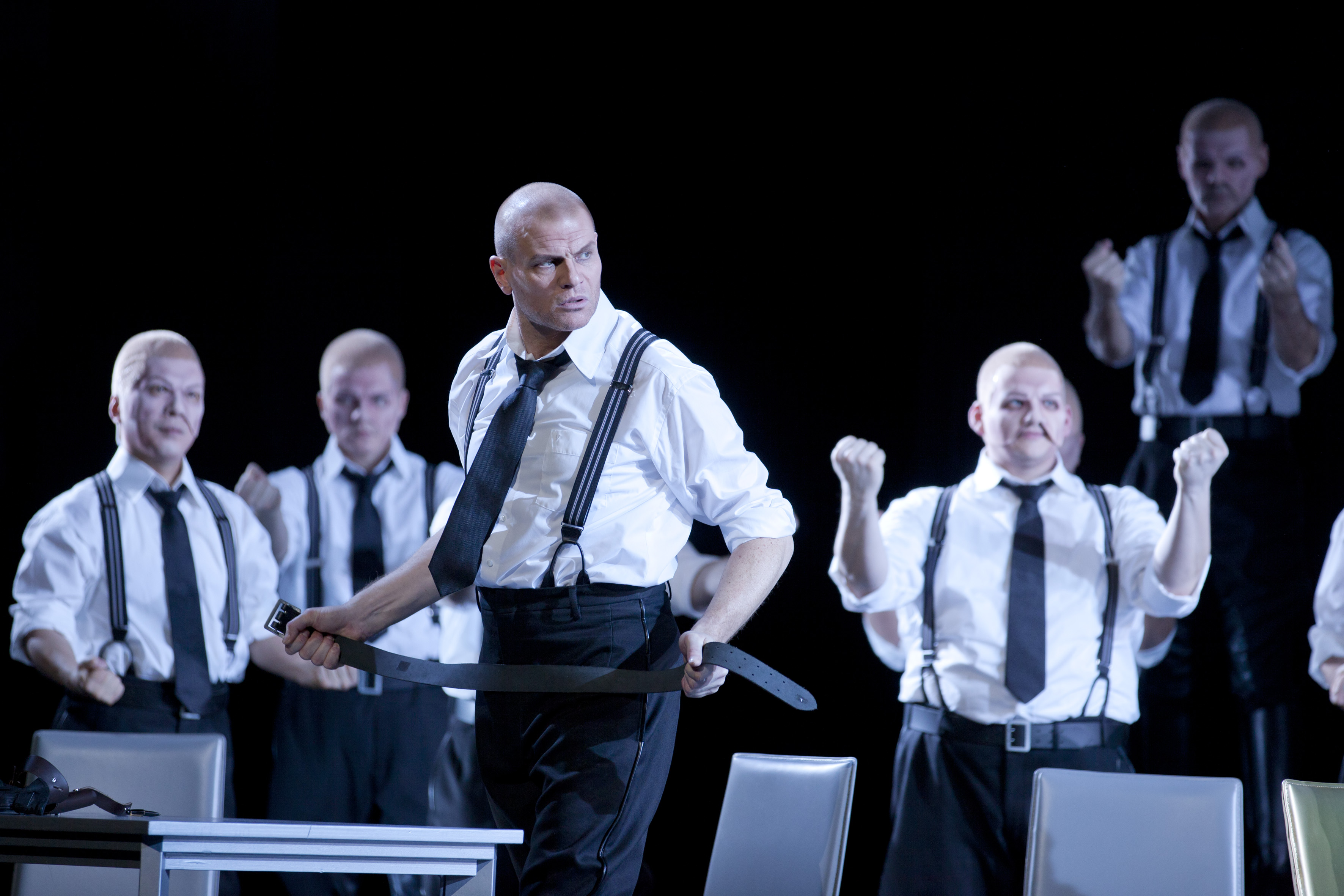
Осовремененная постановка оперы на сюжет о короле Лире

С последней четверти XX века в западном мире распространились осовремененные постановки классических опер, где действие либо переносится в современность, либо радикально искажается хронотоп (место и время действия), который имели в виду создатели оперы. Такой подход получил название режиссёрской оперы (нем. Regieoper) и рассматривается как частный случай «режиссёрского театра» (нем. Regietheater), который декларирует своей целью раскрытие латентных (скрытых) смыслов художественного произведения, но в то же время критикуется как попытка заманить в театр зрителей дешёвым эпатажем.
Поворотной точкой стал 1976 год, когда для юбилейной постановки вагнеровского «Кольца нибелунга» Байрёйтский фестиваль пригласил француза Патриса Шеро. Он провокационно решил постановку с позиций марксистской идеологии как протест против капитализма времён промышленной революции: озорные дочери Рейна превратились в трёх обтрёпанных проституток, промышляющих возле гидроэлектростанции; боги предстали династией фабрикантов конца XIX века, а Зигфрид ковал свой меч с помощью промышленного парового молота.
Споры вокруг этой постановки породили множество политизированных интерпретаций классических опер, где действие часто переносилось во времена Третьего рейха. Примером может служить постановка «Вольного стрелка» в Саратовском театре оперы и балета, которая открывается сценой нацистского расстрела балерин. Скандальной известностью пользуется постановка «Мазепы» Чайковского на сцене Английской национальной оперы в 1984 году, прозванная «мазепинской резнёй бензопилой» по причине использования главным героем этого инструмента для истребления своих оппонентов. Многие ветераны оперного мира восприняли новые веяния «в штыки». Характерно мнение итальянской примадонны Миреллы Френи:
Фальшивые эмоции, неправдоподобные ситуации ведут к разрушению музыки. Понимаете, спеть арию в платье с кринолином или в камуфляжном комбинезоне — совсем не одно и то же. То, что вы будете при этом испытывать, ваши эмоции — будут совсем разными, и вы от этого никуда не уйдете. Всё будет слышно в звуке — эмоциональный посыл арии окажется уже совсем не тот, а значит, и вся опера, где вместо нарядов XVII века все обряжены в комбинезоны и джинсы, получится совсем не той, что задумывал композитор.

## Опера в России
В России существовала давняя, идущая ещё от скоморохов традиция представлений, сочетавших музыкальные и драматические элементы: диалог, пение и танец. Ни интермедии школьного театра, ни панегирические драмы Славяно-греко-латинской академии, развивавшие эти традиции в конце XVII — начале XVIII века, не претворились в оперу, но подготовили почву для её восприятия. Об этом «заморском изобретении» в России стало известно уже в середине XVII века, хотя русских послов и путешественников, слышавших оперы в Италии и во Франции, в соответствии с общими тенденциями того времени, поражала прежде всего зрелищная сторона. 
С оперой был хорошо знаком и Пётр I; об интересе к ней свидетельствует появление около 1714 года перевода на русский язык немецкой переработки знаменитой «Дафны» Ринуччини; но неизвестно, была ли опера поставлена. Доподлинно известно, что в 1731 году в Москву, по приглашению Анны Иоанновны, прибыла итальянская труппа, служившая при саксонском дворе, и с этого времени итальянские оперные труппы гастролировали в России постоянно. В 1742 году в Москве, на берегу Яузы, был построен деревянный оперный дом.

Большой Каменный театр в Петербурге (1790)

В 1735 году в Италии была набрана специальная труппа для императорского двора; возглавил её Франческо Арайя, композитор, работавший исключительно в жанре оперы-сериа и ставший автором первой оперы на русском языке — «Цефал и Прокрис» на либретто А. П. Сумарокова (1755). Кризис оперы-сериа и успех оперы-буффа заставил Арайю в 1757 году покинуть Россию, его место занял Винченцо Манфредини. В дальнейшем придворную оперу в Петербурге поочерёдно возглавляли выдающиеся композиторы: Бальдассаре Галуппи, Томмазо Траэтта, Джованни Паизиелло, Доменико Чимароза, Висенте Мартин-и-Солер и Джузеппе Сарти, — писавшие для России оперы, преимущественно комические, на итальянском языке. Одновременно Екатерина II отправляла русских композиторов — Максима Березовского, Дмитрия Бортнянского и Евстигнея Фомина — на обучение в Италию; постепенно формировалась и русская вокальная школа.
Императорский двор стремился сделать оперу своей исключительной собственностью, тем не менее уже в последней трети XVIII века музыкальный театр в России стал публичным. В 1779 году лесопромышленник К. Книппер построил на Царицыном лугу в Петербурге большой деревянный театр, который, в отличие от возведённого в 1783-м Большого Каменного театра, был вполне общедоступным. C 1780-х годов представлениями опер на итальянском языке занималась придворная итальянская труппа.
Первые опыты русских композиторов, преимущественно в жанре комической оперы, не были удачными; во многих случаях история сохранила имена авторов либретто, но не музыки. Екатерина II, сама писавшая оперные либретто, поощряла пасторали, давно отжившие свой век в Европе, — наиболее значительные сочинения конца XVIII века рождались вопреки этой тенденции: оперы Василия Пашкевича («Несчастье от кареты») и Евстигнея Фомина («Ямщики на подставе», «Американцы» на текст И.А. Крылова, «Орфей»). 

Фактически же русская опера родилась в XIX веке, уже в эпоху романтизма. Сочинения ранних французских романтиков (главным образом Ф.-А. Буальдьё и Ф. Галеви) и особенно популярный в 1820 и 1830-е годы «Вольный стрелок» К.М. Вебера нашли в России подготовленную почву — пробудившийся ещё в конце XVIII века «романтический» интерес к отечественной истории и к фольклору. Написанная в 1835 году «Аскольдова могила» Алексея Верстовского, с её развёрнутыми ариями, многочисленными хорами, мелодиями, завоевавшими исключительную популярность, по праву считается наиболее зрелой русской оперой доглинкинского периода. 

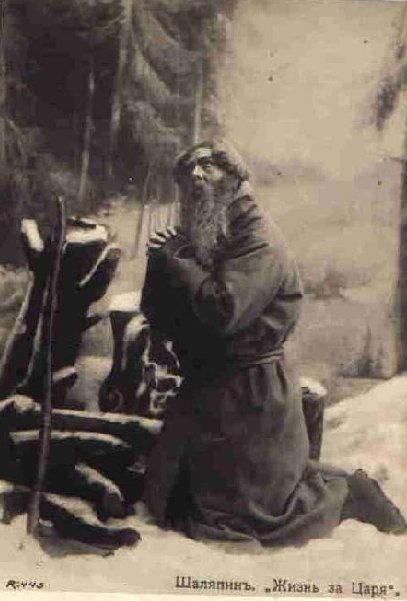
Шаляпин в «Жизни за царя»

Годом позже появилась опера М. И. Глинки «Жизнь за царя» (1836), в которой всё накопленное за многие десятилетия претворилось в новое качество. Именно Глинка считается «отцом русской оперы»: если у Верстовского ещё присутствовали разговорные сцены, то «Жизнь за царя» стала первой в России «непрерывно певшейся оперой». В «Руслане и Людмиле» (1842) для изображения сказочной экзотики Глинкой были использованы ориенталистская хроматика, речитативная повествовательность и программная оркестровка. Во второй половине XIX века русская опера, впитав достижения Глинки, кристаллизовалась как самобытная традиция, сочетающая славянские народные идиомы, модальные гармонии и драматургические структуры романтизма. 
Славянофильское крыло композиторов того времени представляет объединение «Могучая кучка». Реформа оперы, по смелости не уступающая вагнеровской, связана с именем его участника М. П. Мусоргского, который создал первую в истории оперную психологическую драму «Борис Годунов» (1874), где для передачи исторического и психологического реализма применены речевые ритмы, модальные лады, резкие диссонансы. Своей многоплановостью опера Мусоргского обязана контрастам, контрапунктам и переключениям; особенно необычны колокольная оркестровка сцены коронации и декламационные монологи главного героя. Н. А. Римский-Корсаков создал яркие оркестровые полотна в «Снегурочке» (1882), используя для воплощения славянской мифологии пентатонику и народные мотивы, и в «Садко» (1898) с программным изображением моря через «мерцающие» струнные фактуры и хроматические гармонии. «Князь Игорь» (1890) А. П. Бородина, завершённый Римским-Корсаковым и Глазуновым, соединил эпический размах с экзотикой в изображении степных кочевников.
Существенно ближе к западным образцам оперы П. И. Чайковского и А. Г. Рубинштейна. Чайковский поднял русскую оперу на новый уровень лирической и психологической глубины в «Евгении Онегине» (1879), используя плавные мелодические линии и вагнеровские лейтмотивы для отражения внутреннего мира интроспективных персонажей пушкинского романа, и в «Пиковой даме» (1890), где психологическое напряжение усиливают хроматические гармонии и оркестровые мотивы.

## Мировой оперный репертуар
Наиболее популярные оперные композиторы в театрах начала XXI века (в порядке убывания количества постановок) — Верди, Пуччини, Моцарт, Россини, Вагнер, Доницетти, Бизе, Р. Штраус, Чайковский, Гендель. Десять самых популярных опер (в порядке убывания количества исполнений) — «Травиата», «Волшебная флейта», «Кармен», «Богема», «Тоска», «Свадьба Фигаро», «Мадам Баттерфляй», «Дон Жуан», «Севильский цирюльник», «Риголетто». В полсотни самых репертуарных опер мира входят только две русские оперы — «Евгений Онегин» (№ 14) и «Пиковая дама» (№ 45) П. И. Чайковского. 

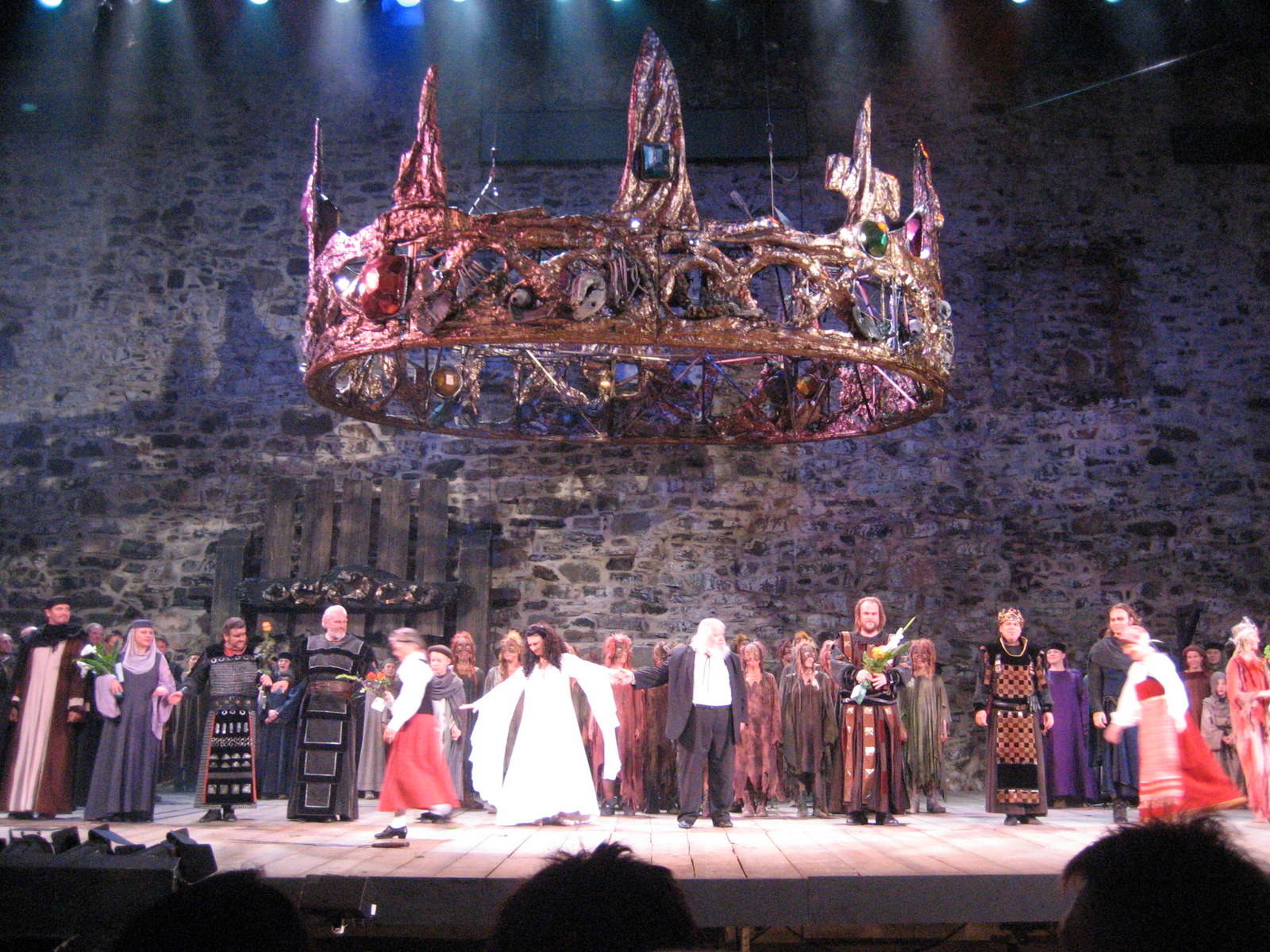
«Макбет» на оперном фестивале в финской крепости Олафсборг (2007)

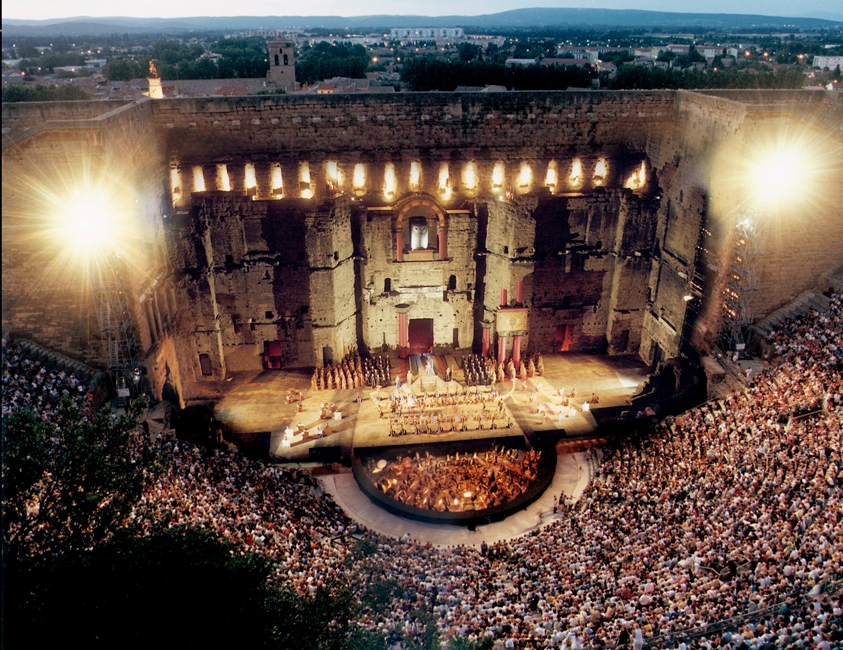
Представление в Античном театре Оранжа

Распределение полусотни самых востребованных опер по сегментам репертуара:
- Опера на немецком языке (после Моцарта: Вагнер, Р. Штраус и т. д.) — 22 % (из них в первой двадцатке — только одна опера: «Гензель и Гретель»);
- Вердиевский репертуар — 20 % (в первой двадцатке — 5 опер Верди);
- Пуччини и веристы — 18 % (в первой двадцатке — 6 опер);
- Классицизм — 14 % (в первой двадцатке — 4 оперы);
- Бельканто — 12 %;
- Французский романтизм  — 6 %;
- Русский и чешский репертуар — 6 %;
- Оперы барокко — 2 %.

Репертуарных опер, написанных после 1925 и уж тем более после 1950 года, весьма немного; большинство из них — на английском языке (что контрастирует с ничтожным количеством англоязычных опер в популярном репертуаре более ранних эпох). Из ныне живущих композиторов чаще всего удостаиваются постановки своих опер Филип Гласс, Джейк Хегги и Джон Адамс.

## Мировая оперная статистика
По данным сайта Operabase:
- За 5 оперных сезонов с 2009/10 по 2013/14 были даны представления 2565 оперных произведений 1249 композиторов (в том числе 670 — ныне живущих), включая более 300 мировых премьер[224].
- По состоянию на 2015 год страной с наибольшим количеством оперных представлений является Германия — 7565. За ней следуют Россия (1920), США (1811), Италия (1268), Франция (1266), Австрия (1252). По числу оперных представлений на миллион жителей лидируют Австрия (149,8), Эстония (97,8), Швейцария (95,9), Германия (92,5) и Чехия (87,5)[224]; Беларусь с показателем 14,1 находится на 25-м месте, Россия с показателем 13,5 — на 27-м[225].
- В сезоне 2013/14 самым оперным городом является Берлин — там прошло 581 представление. За ним следуют Вена (556), Москва (539), Лондон (511), Санкт-Петербург (501), Будапешт (360) и Париж (352)[224].